# 名古屋市営地下鉄
名古屋市営地下鉄（なごやしえいちかてつ）は、名古屋市交通局が運営する地下鉄である。
現在は6路線が営業中で、守山区を除く名古屋市15区と日進市に路線がある。営業キロ数は93.3km、駅数は87駅（以上2011年3月27日現在）。車両数は782両（2017年9月現在）。一日あたりの乗車人員は約134万人（2018年度現在）。なお、名古屋市の例規上の正式名は、名古屋市高速度鉄道である。

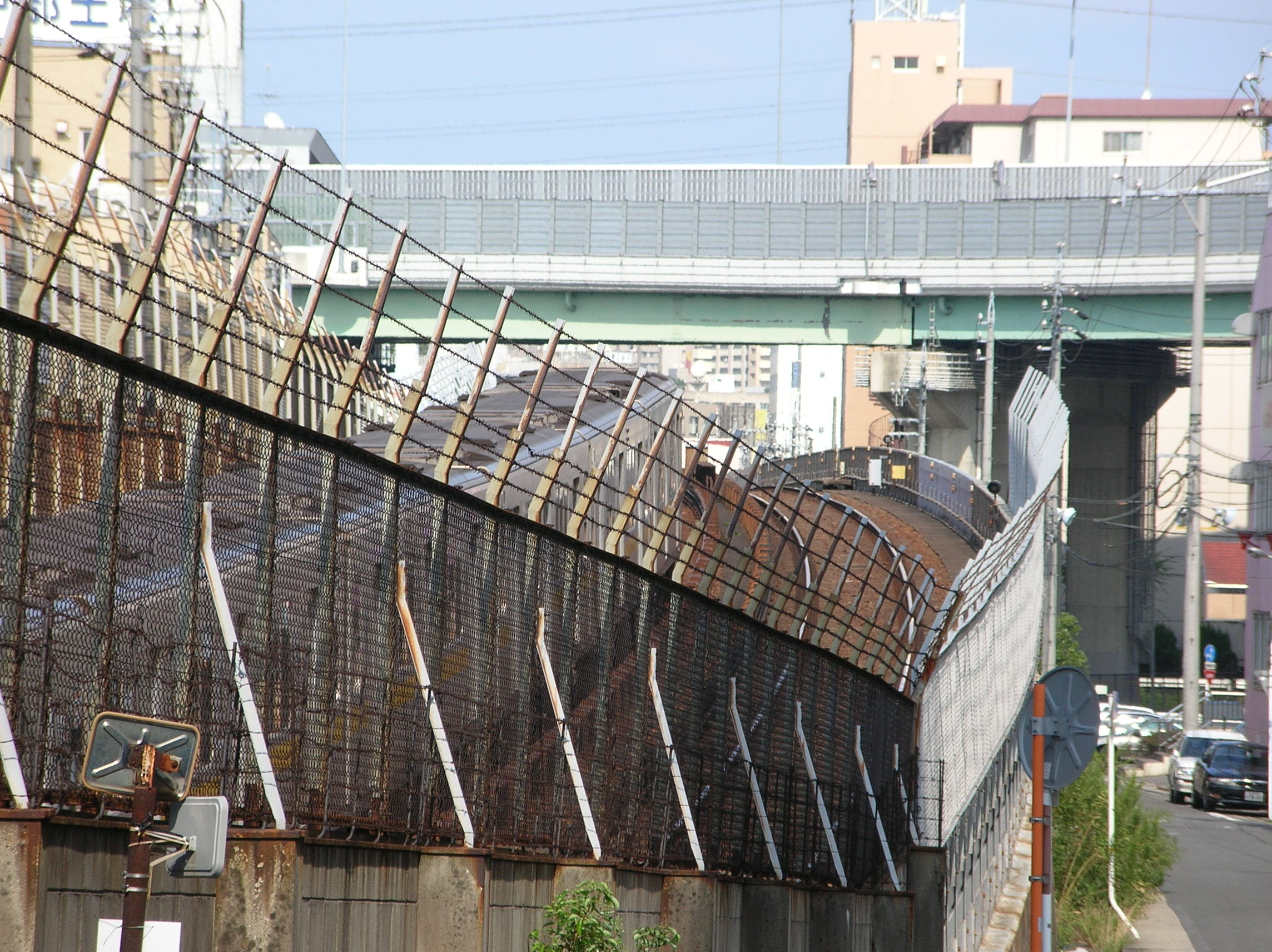
東山線一社駅付近（地上区間）

## 路線

### 営業路線
線路幅は全6路線中3路線が標準軌・第三軌条方式で、残る3路線が狭軌・架空電車線方式である。また鶴舞線と上飯田線の2路線は、下記の通り名古屋鉄道（名鉄）と相互直通運転を行っている。
また、名古屋市営地下鉄の駅や車内に掲示されている路線図には、名古屋市営地下鉄の路線以外に、直通先の名鉄線やゆとりーとライン（高架区間）、あおなみ線、リニモも掲載されていたが、現在は省略されている。
| 色    | 記号 | 路線名                                                                   | 愛称     | 区間                                                                       | キロ程  | 駅数 | 色名    | 軌間                | 電化方式                   |
| ----- | ---- | ------------------------------------------------------------------------ | -------- | -------------------------------------------------------------------------- | ------- | ---- | ------- | ------------------- | -------------------------- |
|       | H    | 1号線                                                                    | 東山線   | 高畑駅 (H01) - 藤が丘駅 (H22)                                              | 20.6 km | 22駅 | 黄      | 1,435 mm （標準軌） | 直流600 V 第三軌条方式     |
|       | M    | 4号線                                                                    | 名城線   | 大曽根駅 (M12) - 八事駅 (M20) - 金山駅 (M01) （2号線とともに相互直通運転） | 26.4 km | 28駅 | 紫      | 1,435 mm （標準軌） | 直流600 V 第三軌条方式     |
| 2号線 | M    | 金山駅 (M01) - 栄駅 (M05) - 大曽根駅 (M12) （4号線とともに相互直通運転） | 名城線   |                                                                            | 26.4 km | 28駅 | 紫      | 1,435 mm （標準軌） | 直流600 V 第三軌条方式     |
| 2号線 |      | E                                                                        | 名港線   | 金山駅 (E01) - 名古屋港駅 (E07)                                            | 6.0 km  | 7駅  | 紫 + 白 | 1,435 mm （標準軌） | 直流600 V 第三軌条方式     |
|       | T    | 3号線                                                                    | 鶴舞線   | 上小田井駅 (T01) - 赤池駅 (T20)                                            | 20.4 km | 20駅 | 青      | 1,067 mm （狭軌）   | 直流1,500 V 架空電車線方式 |
|       | S    | 6号線                                                                    | 桜通線   | 太閤通駅 (S01) - 徳重駅 (S21)                                              | 19.1 km | 21駅 | 赤      | 1,067 mm （狭軌）   | 直流1,500 V 架空電車線方式 |
|       | K    | 上飯田線                                                                 | 上飯田線 | 上飯田駅 (K01) - 平安通駅 (K02)                                            | 0.8 km  | 2駅  | 桃      | 1,067 mm （狭軌）   | 直流1,500 V 架空電車線方式 |

- たとえば「東山線」と呼ばれる路線は例規上「名古屋市高速度鉄道第1号線」と称し、1969年の愛称決定までは「地下鉄1号線」あるいは通称の東西線と呼ばれた。都市交通審議会でも「○号線」として計画され、愛称決定まではその名称が用いられた。1972年の都市交通審議会答申第14号において1号線から9号線まで存在していたが、1992年の運輸政策審議会答申第12号で路線網が見直された際、新たな経路で計画された路線は数字ではなく愛称と同様に地名などを冠した。この時に計画された上飯田線はそのままの名称で開業した。
- ラインカラーは1977年3月の鶴舞線開業に合わせて定められたものである[1]。
- 色の選別は、桜通線開業以降、案内時に伝えやすいよう、似た色や複雑な色を避け、鶴舞線の「青」や桜通線の「赤」と単純な色名で表現できる色が選別されており、今後の新規路線を想定した予備として緑や橙は未使用のまま用意されている。
- 2号線と4号線から形成される名城線は環状になっており、1つの路線として運転が行われている。
- 名城線と名港線は始発・終電時間帯を除き直通運転が行われている。
- 鶴舞線は、上小田井駅より犬山線犬山駅まで、赤池駅より豊田線を経て三河線豊田市駅まで名鉄と相互直通運転を行っている。
- 上飯田線は、上飯田駅より小牧線犬山駅まで名鉄と相互直通運転を行っている。上飯田線は第三セクター会社上飯田連絡線株式会社が第三種鉄道事業者として施設を保有しており、交通局が第二種鉄道事業者として施設を同社から借り受け運営している。ただし、列車の運行は同線に乗り入れる小牧線を運営する名鉄に委託している。

### 計画上の路線
1992年（平成4年）の運輸政策審議会答申第12号で示されて以降、新たな整備計画は出されておらず、今後の安全対策や資金不足、費用対効果が薄いなどの理由により、2019年（平成31年）3月時点では新線建設は行わないとしている。

### 運行形態
営業列車による運行時間は、午前5時30分から翌日午前0時30分までの19時間である。夜間は施設の保守時間として確保されている。名城線以外の基本的に区間運転を行わない各路線でも、初電・終電は途中駅発着の列車がある。
2014年の7月以降は、東山線で金曜日と祝日前日（年末年始やお盆期間を除く）に限り終電を45分間延長した。「補助金カットを防ぎたい」という局長と、「サービスを向上させたい」という名古屋市長河村たかしの意向で、2013年12月20日と27日に試行実施を行い、2014年7月4日以降、上下各2本の臨時列車を運行している。
なお、曜日ダイヤ区分のうち、東山線は原則として夏休み・冬休み（12月29日 - 1月3日を除く）・春休み期間中の平日は「学校休校期ダイヤ」を設定していた。また年末年始の12月29日 - 1月3日は土休日ダイヤで運行するが、東山線については12月31日から1月3日は土休日ダイヤではなく、専用特別ダイヤ（12月31日が「大晦日ダイヤ」、正月3が日は「正月ダイヤ」）を適用する。1975年大晦日以降、毎年12月31日深夜から1月1日までの間、上飯田線以外の全路線で終夜運転を行っている。沿線に熱田神宮がある名城線は初詣客で混雑するため、正月3が日は大曽根 - 八事 - 新瑞橋 - 金山の区間も一部時間帯で5分間隔で運行していたが、2012年以降は通常ダイヤでの運行となっている。
沿線にイベントがある時は、臨時列車が運行されることがある。ナゴヤドームのイベントや名古屋港の花火大会が沿線で行われる名城線・名港線で運行されることがほとんどである。

## 歴史

### 建設の経緯
名古屋市による市営地下鉄の建設計画は、人口が100万人を突破した1936年（昭和11年）に発表されたものが最初である。この計画によれば、以下の7路線約52kmを2期に渡って建設する予定であった。この計画は、地下線での計画を基本にしながら、田端 - 市役所や桜山 - 柴田などでは高架線での建設も予定されていた。
一期
- 中村 - 覚王山
  - 現在の中村公園駅付近 - 覚王山駅付近

- 田端 - 市役所 - 内田橋
  - 現在の黒川駅付近 - 熱田神宮伝馬町駅付近

二期
- 桜山 - 篠原町 - 押切
  - 現在の桜山駅付近 - あおなみ線 荒子駅東部? - 浅間町駅付近

- 覚王山 - 新池
  - 現在の覚王山駅付近 - 東山公園駅付近

- 本山橋 - 八事
  - 現在の本山駅付近 - 八事駅付近

- 押切 - 田端 - 大幸町
  - 現在の浅間町駅付近 - 黒川駅付近 - 砂田橋駅付近

- 桜山 - 笠寺 - 鳴尾 - 柴田
  - 現在の桜山駅付近 - 名鉄 本笠寺駅付近 - 名鉄 本星崎駅南部 - 名鉄 柴田駅付近

その後、1937年（昭和12年）に国鉄名古屋駅が笹島から現在の位置に移転すると、1938年（昭和13年）6月、その跡地地下に関西急行電鉄の関急名古屋駅（現：近鉄名古屋駅）が建設され、名古屋で初の地下線による鉄道が開業した。
日中戦争の長期化により名古屋市の財政は悪化したが、軍需産業都市としての発展もあり、1939年（昭和14年）に臨時名古屋市並近郊交通調査会が発足し、地下鉄計画を再検討した結果、以下の基本4路線約29kmが発表された。この基本計画のほかに将来計画として大規模な地下鉄整備計画も発表されており、実際にボーリング調査の準備まで行われたものの、第二次世界大戦開戦の影響により、計画は凍結される。
- 名古屋駅 - 覚王山
  - 現在の東山線の中央部に相当。
- 市役所 - 熱田
  - 現在の名城線の西部に相当。
- 名古屋駅 - 高辻
  - 大部分が現在の鶴舞線の一部に相当。
- 大曽根駅 - 熱田
  - 現在の名城線（4号線）とは全く別の路線。

戦後になるとまず、1946年（昭和21年）1月、高速鉄道網検討用基礎案として以下の4路線約43Kmが立案された。これは、戦災復興のため将来人口を200万人と想定した都市計画として立案されたため、鉄道着工よりも鉄道用地を先行確保するのが主目的の計画であった。この計画では、平田橋、上飯田、守山、八事などで既存の鉄道との相互乗り入れが重視されていたため、現在の地下鉄路線とはかなり違う経路を通っているものが多い。
- 八田 - 栄町 - 覚王山 - 守山
- 平田橋 - 栄町 - 八事
- 上飯田 - 栄町 - 八事
- 覚王山 - 総合運動公園

9月には名古屋市高速度鉄道協議会が設置され、これには名古屋市のほか、運輸省、内務省、戦災復興院、名鉄、近鉄も参加し、1947年（昭和22年）10月に以下の6路線約55kmの路線網を定めた。

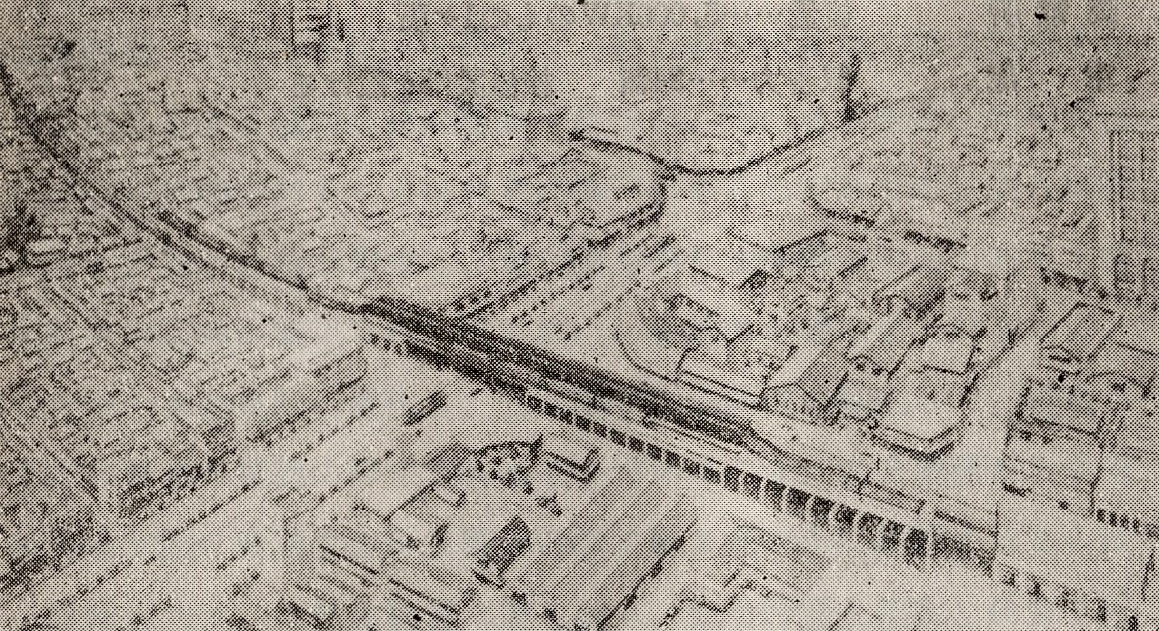
柳橋駅想像図。この時の計画では名古屋駅乗り入れとの兼ね合いや経費削減のため、市中央部でも一部区間が高架式で建設される予定だった。

1950年（昭和25年）1月19日には建設省告示第9号でこれらのうち約48.4kmが名古屋復興都市計画高速度鉄道路線網として都市計画決定された。この都市計画決定は、日本国有鉄道（国鉄）名古屋駅0番ホームを借り受け、そこに地下鉄を乗り入れ、栄生まで延長して名鉄名古屋本線と相互直通運転をする計画のほか、名古屋市、名鉄、近鉄の三者の協定により、新川橋、八田、大曽根、水分橋でも相互直通運転をすることが予定されていた。
- 覚王山線（1号線）：（八田 - ）名古屋駅 - 栄町 - 田代 - 石川町
  - 八田 - 田代間は現在の東山線の一部にほぼ相当するが、1950年1月の都市計画決定では八田 - 名古屋駅間が保留となった。名古屋駅で名鉄線との直通運転[5]が予定されたほか、保留区間の八田からは近鉄線（近鉄八田駅）との乗り入れも想定されていた[6]。田代 - 石川町間は現在の名城線本山 - 八事間のやや西側に相当する。
- 城北線（2号線）：新川 - 市役所裏
  - 新川（新川橋駅）で名鉄と接続し、枇杷島駅および犬山線を立体交差して市北部に進入し、名古屋城北側を回って市役所裏で熱田線と大曽根線に接続する路線[7]。
- 熱田線（2号線）：市役所裏 - 栄町 - 金山 - 石川町
  - 市役所裏（土居下駅付近）から南下して栄町で覚王山線と立体交差し、金山付近と熱田付近で2度国鉄・名鉄と立体交差して石川町に至る路線[8]。市役所裏 - 金山間および金山 - 熱田間の手前までは現在の名城線南西部とほぼ一致するが、熱田 - 石川町間は現在の名城線と市電路線（八熊東線・東郊線・藤成線）の中間付近を通る。
- 東山線（3号線）：田代 - 東山
  - 現在の東山線の一部に相当。将来構想では高針を経由して挙母（現：豊田市）に至る予定だった[9]。
- 大曽根線（4号線）：市役所裏 - 大曽根 - 水分橋
  - 市役所裏 - 大曽根間は名鉄瀬戸線と同一ルートを沿って大曽根で瀬戸線と接続し、北上して水分橋付近で名鉄小牧線と接続する路線[9]。
- 中根線（5号線）：石川町 - 名市大薬学部前
  - 石川町から名古屋市立大学薬学部前（鳴海町滝の水39[10]。現在の滝の水公園付近）に至る路線。将来構想では有松駅を経由して刈谷駅に至り、名鉄三河線（海線）沿線と名古屋市とを短絡する予定だった[9]。
- 築港線（6号線）：金山 - 名古屋港
  - 現在の名港線より西側、名古屋港線沿いに名古屋港に至る路線。将来構想では名古屋港西岸方面へ延長する予定だった[9]。

その後、建設資金分担や国鉄ホームの使用を巡る問題などにより、上記計画は頓挫した。名古屋市は独自に相互直通を前提とせずに地下鉄を建設することになり、第三軌条方式を採用し、すでに免許を取っていた名古屋 - 田代間及び市役所裏 - 金山間の早期開業を図った。1954年（昭和29年）8月には名古屋 - 栄町間について着工し、1956年（昭和31年）には名古屋市電下之一色線での試作車による運行テストを開始した。
1957年（昭和32年）11月15日、名古屋市営の最初の地下鉄として、名古屋 - 栄町（現：栄）間2.4kmが開業した。当初の料金は名古屋 - 栄町間で大人15円・小児8円の均一制。名古屋市内の1世帯に1枚ずつ試乗券が配布された。

### 年表
開業日の営業開始時刻は、日付に*印を付したものは14時、**印を付したものは12時、無印は始発からである。
- 1957年（昭和32年）11月15日*：1号線（現：東山線）名古屋 - 栄町間が開業[11]。
- 1960年（昭和35年）6月15日：1号線栄町 - 池下間が開業[11]。
- 1963年（昭和38年）4月1日：1号線池下 - 東山公園間が開業[11]。
- 1965年（昭和40年）10月15日*：2号線（現：名城線）栄町 - 市役所間が開業。
- 1966年（昭和41年）6月1日：駅名変更（栄町→栄、伏見町→伏見）。
- 1967年（昭和42年）3月30日*：1号線東山公園 - 星ヶ丘間、2号線栄 - 金山間が開業[11]。
- 1969年（昭和44年）
  - 4月1日**：1号線星ヶ丘 - 藤ヶ丘間・名古屋 - 中村公園が開業[11]。
  - 5月1日：1号線の愛称を東山線、2号線の愛称を名城線として使用開始。
    - これ以前は1号線を「東西線」、2号線を「南北線」と呼称する場合もあった（名古屋市の広報紙・中日新聞など）。
- 1970年（昭和45年）12月10日：東山線上社駅新設[11]。
- 1971年（昭和46年）
  - 3月29日**：名城線金山 - 名古屋港間が開業[11]（現：名港線）。
  - 12月20日**：名城線市役所 - 大曽根間が開業[11]（当時の名城線全通）。
- 1974年（昭和49年）3月30日**：4号線金山 - 新瑞橋間が開業[11]。
- 1975年（昭和50年）12月31日：大晦日から元旦の終夜運転開始[13]。
- 1976年（昭和51年）
  - 11月1日：普通乗車券磁気化[13]
  - 11月29日：大曽根駅と星ヶ丘駅に磁気式の自動改札機を初めて設置する[14]。
- 1977年（昭和52年）3月18日**：鶴舞線伏見 - 八事間が開業[11]。
- 1978年（昭和53年）10月1日：鶴舞線八事 - 赤池間が開業[11]。
- 1979年（昭和54年）
  - 3月30日：名古屋港駅への導入をもって、自動改札機全駅導入完了[13][14]。
  - 7月29日：鶴舞線と名鉄豊田線の相互乗り入れ開始[11]。
- 1981年（昭和56年）11月27日：鶴舞線浄心 - 伏見間が開業[11]。
- 1982年（昭和57年）9月21日：東山線中村公園 - 高畑間が開業（東山線全通）[11]。
- 1984年（昭和59年）9月6日：鶴舞線庄内緑地公園 - 浄心間が開業[11]。
- 1989年（平成元年）9月10日：桜通線中村区役所 - 今池間が開業[15]。名城線久屋大通駅新設。
- 1993年（平成5年）8月12日：鶴舞線上小田井 - 庄内緑地公園間が開業（鶴舞線全通）。名鉄犬山線と相互乗り入れ開始。
- 1994年（平成6年）3月30日：桜通線今池 - 野並間が開業。
- 2000年（平成12年）1月19日：4号線大曽根 - 砂田橋間が開業。
- 2003年（平成15年）
  - 3月27日：上飯田線平安通 - 上飯田間が開業。名鉄小牧線と相互乗り入れ開始。
  - 12月13日：4号線砂田橋 - 名古屋大学間が開業。
- 2004年（平成16年）10月6日：名城線名古屋大学 - 新瑞橋間が開業（名城線全通）。4号線の愛称を名城線に変更、名城線環状運転開始。同時に駅ナンバリングを導入[16]。
  - 名城線金山 - 名古屋港間の愛称を名港線に変更。駅名変更（藤ヶ丘→藤が丘、瑞穂運動場→瑞穂運動場西）。
- 2011年（平成23年）2月11日：ICカード乗車券manacaを導入[PR 3]。
- 2011年（平成23年）3月27日：桜通線野並 - 徳重間が開業[17][PR 4]。
- 2012年（平成24年）4月21日：manacaがTOICAと相互利用開始。
- 2013年（平成25年）3月23日：IC乗車カード全国相互利用開始で、Kitaca、PASMO、Suica、ICOCA、PiTaPa、nimoca、はやかけん、SUGOCAが利用可能になる。
- 2014年（平成26年）7月4日：東山線にて、金曜日及び祝休日前日の最終列車延長運転開始。
- 2015年（平成27年）4月1日：東山線の女性専用車の運行時刻を平日の始発から終発までに変更。
- 2023年（令和5年）1月4日：駅名変更（中村区役所→太閤通、市役所→名古屋城、伝馬町→熱田神宮伝馬町、神宮西→熱田神宮西、本陣に中村区役所の副駅名を付属）

## 料金

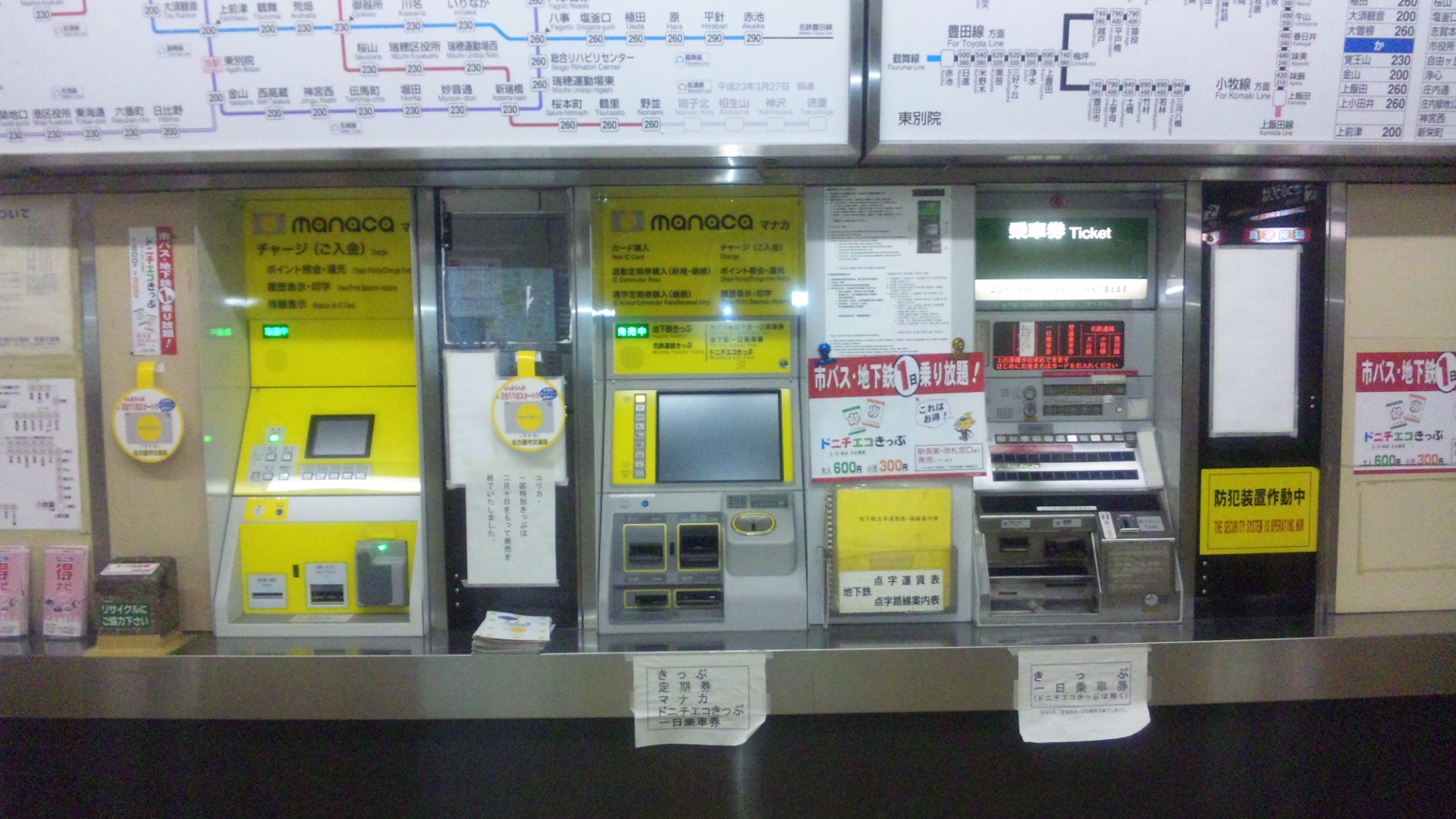
様々な種類の券売機 - 東別院駅

交通局では運賃を「料金」と呼んでおり、記事内でもそれに従い表記する。
大人片道普通料金。小児は半額（10円未満切り捨て）2019年10月1日改定。
| 区数 | 営業キロ数 | 料金（円） |
| ---- | ---------- | ---------- |
| 1区  | 1 - 3km    | 210        |
| 2区  | 4 - 7km    | 240        |
| 3区  | 8 - 11km   | 270        |
| 4区  | 12 - 15km  | 310        |
| 5区  | 15km以上   | 340        |

障害者手帳や証明書を所持する身体障害者・知的障害者・精神障害者・養護児童・戦傷病者・被爆者および特別支援学校の生徒は割引料金。
普通料金は経由駅にかかわらず最短距離の料金を適用する（改札外乗り換えの駅はない）。定期券は指定経路で計算され、指定区間外では途中下車できない。
当局では入場券・往復乗車券・回数乗車券は発売されていない。また、プレミアム（特典額）つきの磁気プリペイドカード「ユリカ」（後述）が発売されていたが、2011年2月11日にIC乗車カードmanacaが導入されたことで、前日の同年2月10日に発売を終了した。
名古屋鉄道の犬山・小牧・豊田の各線に上小田井・上飯田・赤池の各駅連絡で乗車する場合、連絡駅を挟んだ併算により特に割高となる一部の近隣区間（連絡駅から名鉄170円、地下鉄210円となる駅間の相互利用のみ）においては別に定める乗継割引料金（大人20円引・小児10円引）が適用される。
他に名称が類似する駅がある駅の場合、以下のように乗車券上の駅名表記が、かな書き表記や文字の大きさの変更など、一見して発行駅が判別できるよう工夫されている。
- 名古屋駅「なごや」、名古屋城駅「なごや城」（両者と離れた場所に位置する名古屋港駅・名古屋大学駅は漢字表記。名古屋市営バスの方向幕は、名古屋駅と名古屋大学が漢字表記、名古屋港が「なごや港」と表記されている。）
- 鶴里駅「つる里」（鶴舞駅との区別）
- 中村公園駅「なかむら公園」（中村日赤駅・中村区役所駅〈現在の太閤通駅〉との区別）
- 本郷駅「ほんごう」（本陣駅・本山駅との区別）
- 藤が丘駅「藤が丘」（星ヶ丘駅との区別、「藤」の字が大きい）
- 星ヶ丘駅「星ヶ丘」（藤が丘駅との区別、「丘」の字が大きい）

定期券は地下鉄のみのほか、地下鉄と市バス、ゆとりーとライン、あおなみ線、名鉄、JR東海、リニモとの連絡定期券が発売されている。近鉄との連絡定期券は存在しない。市バス以外のmanaca導入のバス事業者（豊橋鉄道市内線を含む）の定期券とも複合させることができ、券面下半分に印字される。
また、名古屋市営地下鉄の学生・生徒・児童向けの定期券は通学定期券ではなく、学生定期券として発売されており、塾やアルバイトなどの通学経路に関係ない区間でも購入することができる。

### 企画乗車券
- バス・地下鉄全線一日乗車券（大人870円・小児430円）
- 地下鉄全線一日乗車券（大人740円・小児370円）
  - 後述する「24時間乗車券」の導入により、2019年（令和元年）5月26日をもって発売終了。
- 地下鉄全線24時間乗車券（大人760円・小児380円）
  - 2019年（令和元年）5月27日発売開始[20][21]。従来の「始発から終電まで有効」から「使用開始時刻から24時間有効」に変更された。終電から始発までの、運行されない5時間も含まれるため、実際の使用可能時間は19時間。
- ドニチエコきっぷ（大人620円・小児310円）
  - 土・日・祝日（お盆や年末年始などの休日ダイヤ運行日を含む）と毎月8日の一日のみ有効のバス・地下鉄一日乗車券。地下鉄駅改札窓口・駅長室、市バス営業所・車内、交通局サービスセンター定期券売り場、一部の乗車券委託販売所で発売。尚、当日券のみ、黄色い（manaca対応）券売機でも発売。

### 乗車カード
乗車カードとして、従来の回数券や連続割引サービスを含めた乗車券として、トランパス対応で、同局の地下鉄・バス路線や名古屋鉄道などの提携他社において使用できるプリペイドカード式乗車券を「ユリカ」という名称で発売していた。
ユリカが1998年に導入される前には、1988年4月1日から自動券売機・自動精算機できっぷの購入や運賃精算ができる（自動改札機に直接投入はできない）プリペイドカード「リリーカード」が発売されていたが、2003年3月27日に利用停止、2006年3月31日で交換終了となり、現在は無効となっている。また、同じ頃から、自動改札機に直接投入できる回数券カードが発売されていた。回数券カードには地下鉄・バス乗継回数カードも存在した。これは地下鉄（1区 - 5区）券10枚と市バス200円券10枚が1枚のカードにセットされたものである。現在はユリカに乗継割引機能があるため、いずれも発売を終了した。
2011年2月11日より非接触型ICカード「manaca（マナカ）」が導入された。これに伴い、ユリカ（バス・地下鉄共通ユリカ、バス昼間割引専用ユリカ、地下鉄昼間割引専用ユリカ）及び大人3800円で地下鉄1区間を22回利用できる「地下鉄1区特別きっぷ」の発売は前日の同年2月10日で終了した。利用についても2012年2月29日をもって終了した。

## 車両

### 地下鉄路線ごとの違い
車両は「標準軌・第三軌条・小型車両」仕様の東山線、名城・名港線タイプと「狭軌・架空電車線・大型車両」仕様の鶴舞線、桜通線、上飯田線タイプに大別することができる。
| 路線名       | 東山線                                                 | 名城線・名港線                                         | 鶴舞線                                                 | 桜通線                                                 | 上飯田線                                               |
| ------------ | ------------------------------------------------------ | ------------------------------------------------------ | ------------------------------------------------------ | ------------------------------------------------------ | ------------------------------------------------------ |
| 正式名称     | 第1号線                                                | 第2号線・第4号線                                       | 第3号線                                                | 第6号線                                                | 上飯田線                                               |
| 軌間         | 標準軌1,435 mm                                         | 標準軌1,435 mm                                         | 狭軌1,067 mm                                           | 狭軌1,067 mm                                           | 狭軌1,067 mm                                           |
| 集電方式     | 第三軌条 直流600 V                                     | 第三軌条 直流600 V                                     | 架空電車線 直流1,500 V                                 | 架空電車線 直流1,500 V                                 | 架空電車線 直流1,500 V                                 |
| 車両最大寸法 | 小型車両 （全長15,580 mm／全幅2,548 mm／全高3,440 mm） | 小型車両 （全長15,580 mm／全幅2,548 mm／全高3,440 mm） | 大型車両 （全長20,000 mm／全幅2,746 mm／全高4,140 mm） | 大型車両 （全長20,000 mm／全幅2,746 mm／全高4,140 mm） | 大型車両 （全長20,000 mm／全幅2,746 mm／全高4,140 mm） |
| 組成両数     | 6両                                                    | 6両                                                    | 6両                                                    | 5両                                                    | 4両                                                    |

### 現有車両
- 東山線
  - 5050形
  - N1000形
- 名城線・名港線
  - 2000形
- 鶴舞線
  - 3050形
  - N3000形
- 桜通線
  - 6000形
  - 6050形
- 上飯田線
  - 7000形

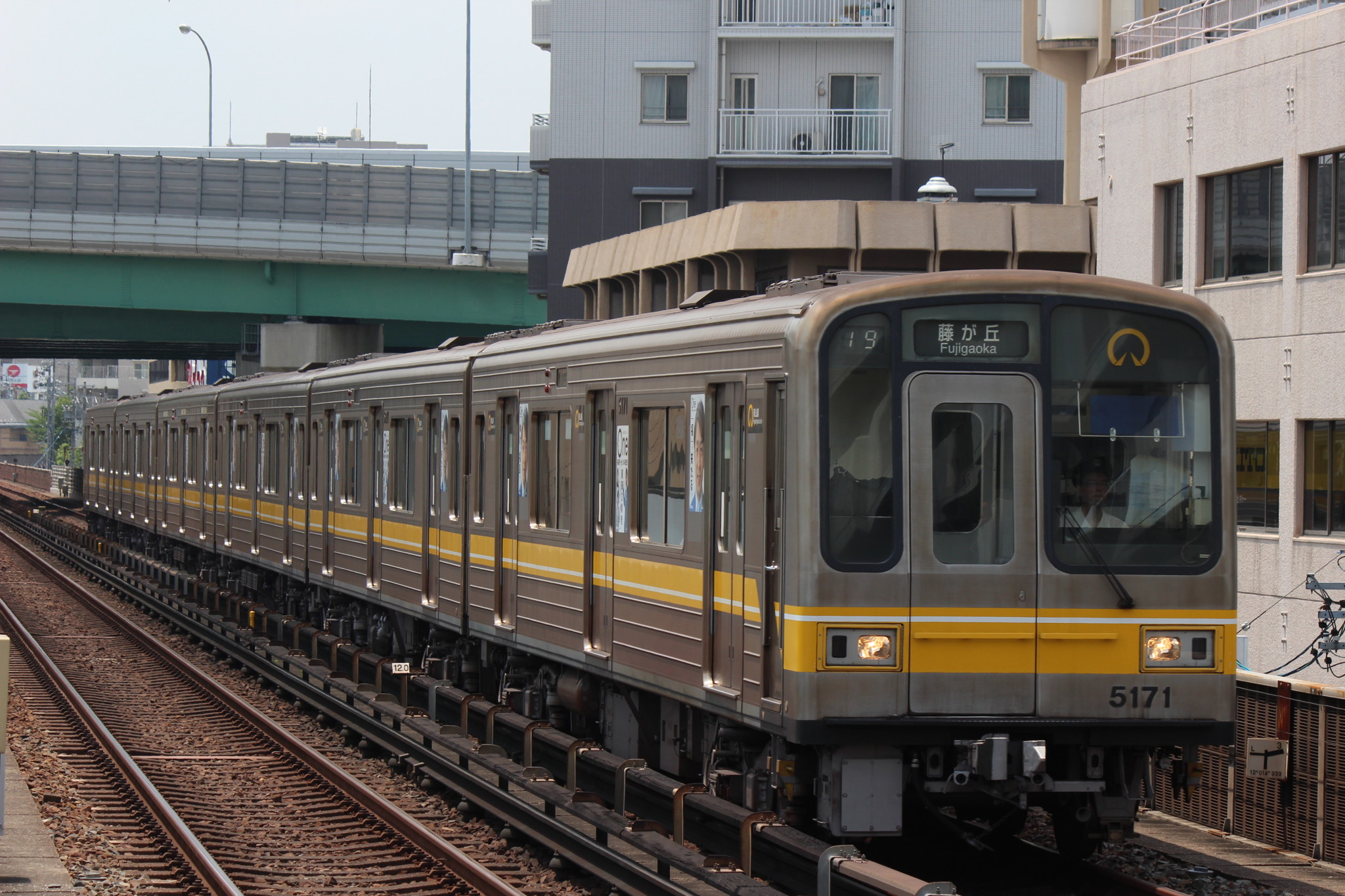
5050形
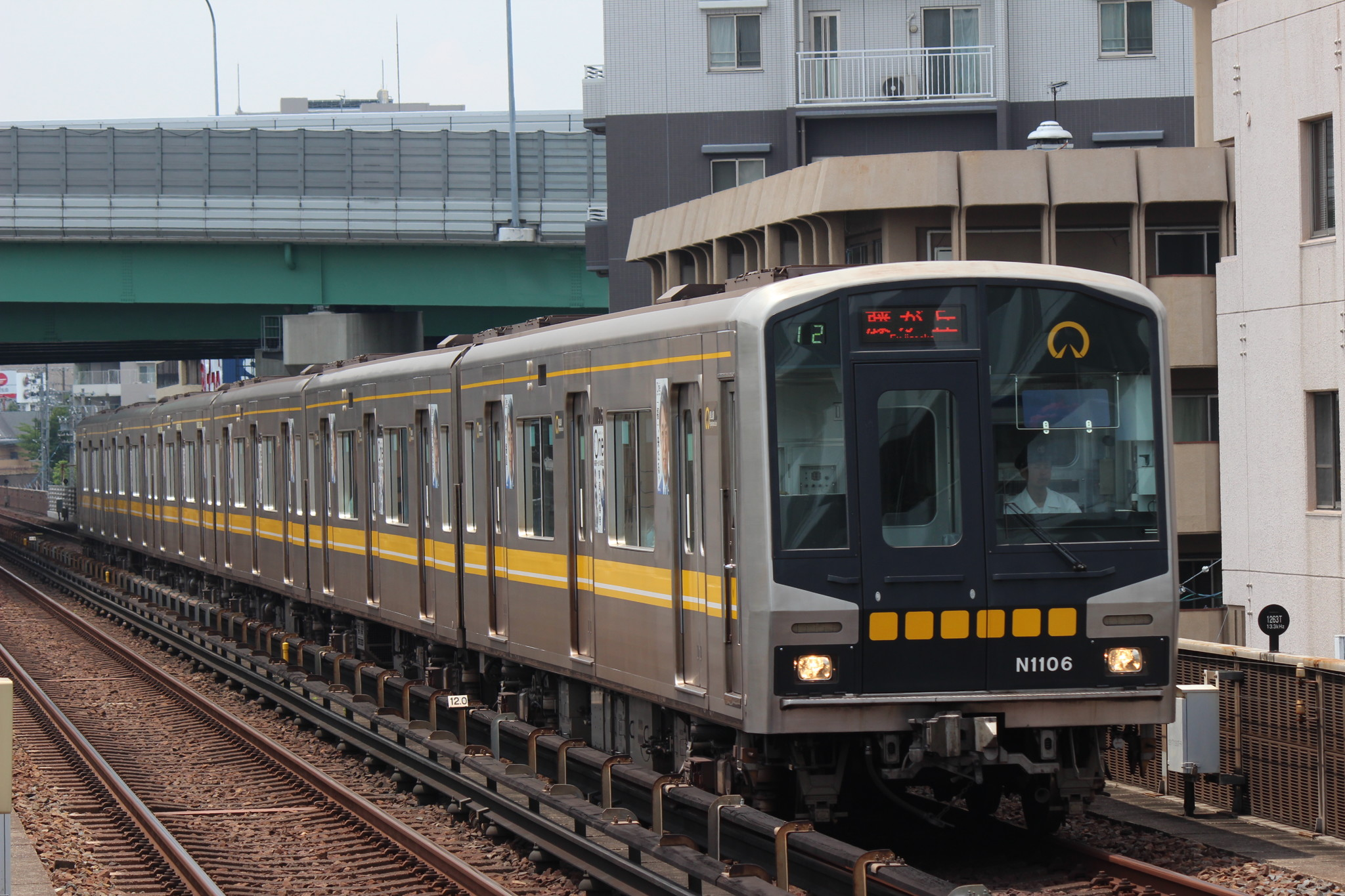
N1000形
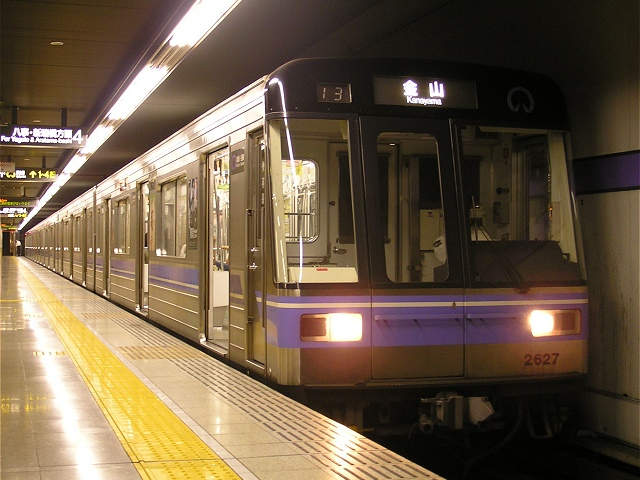
2000形
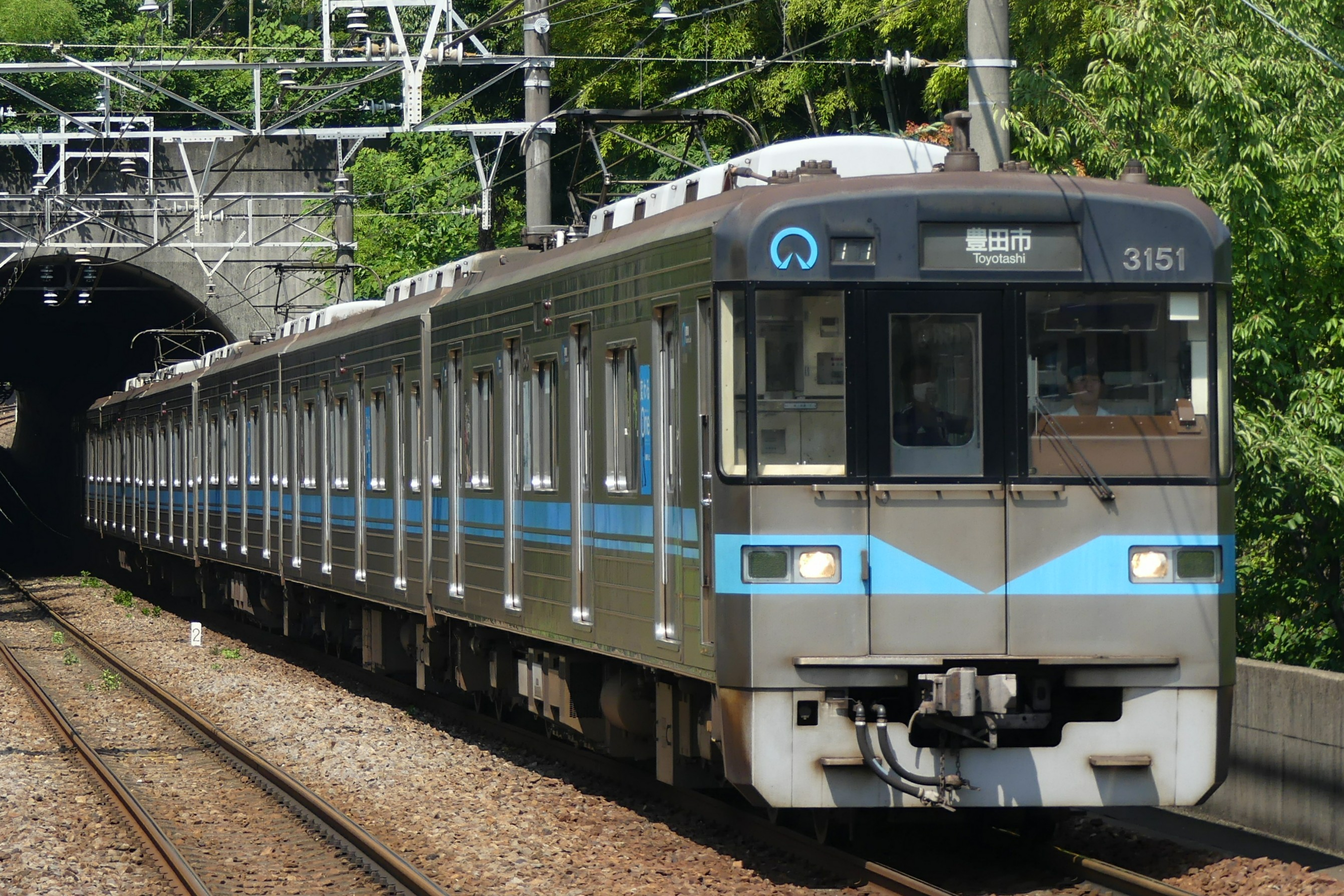
3050形
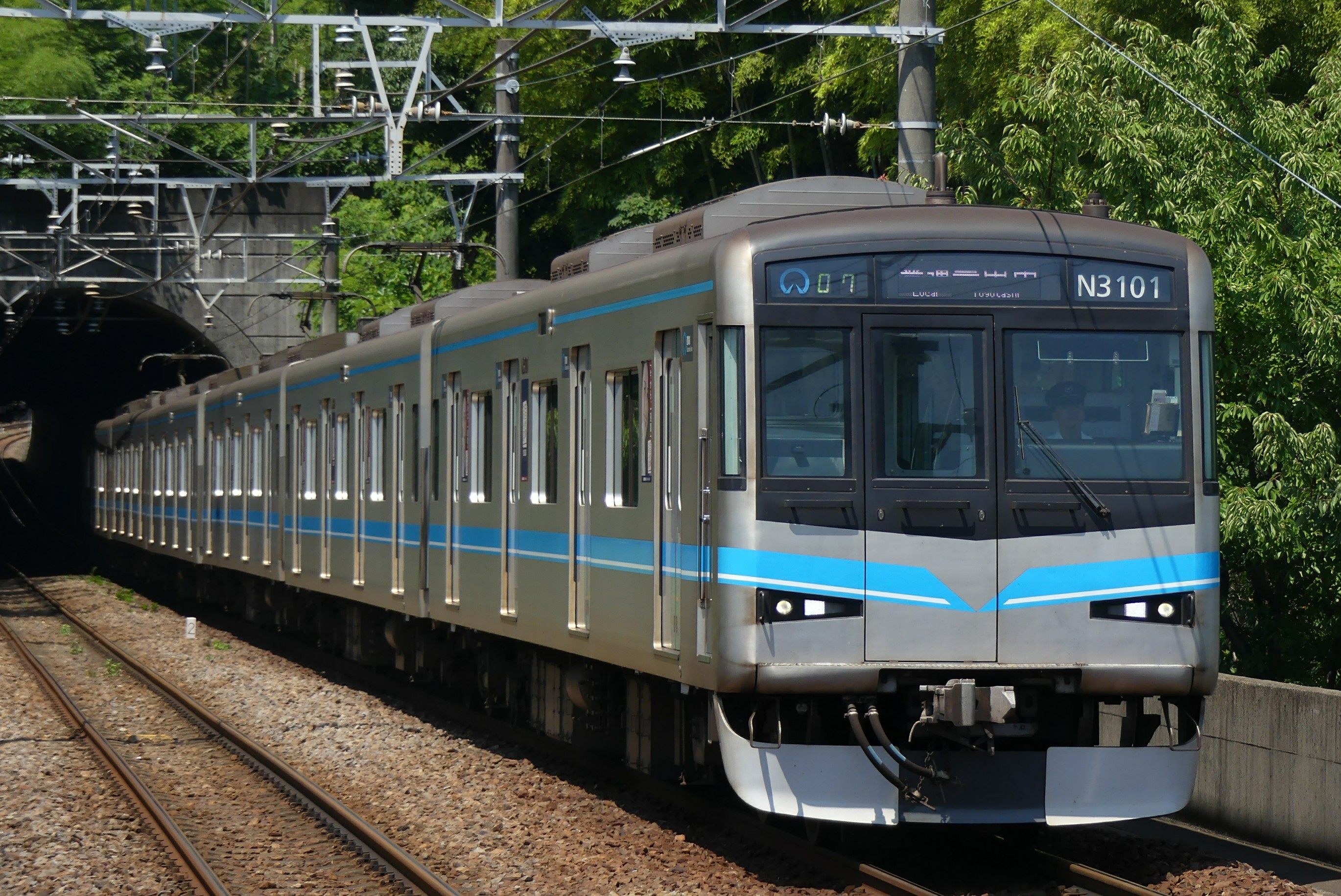
N3000形
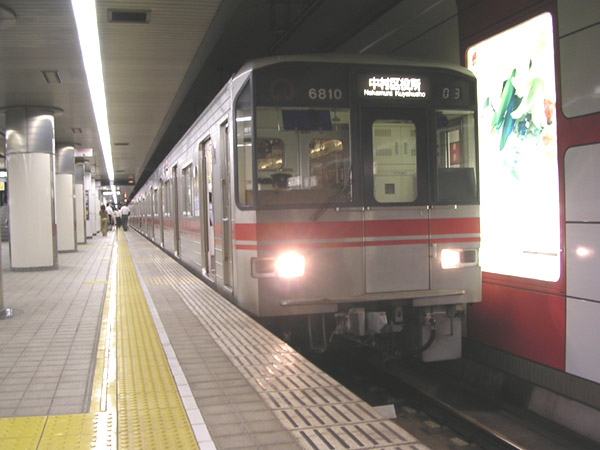
6000形
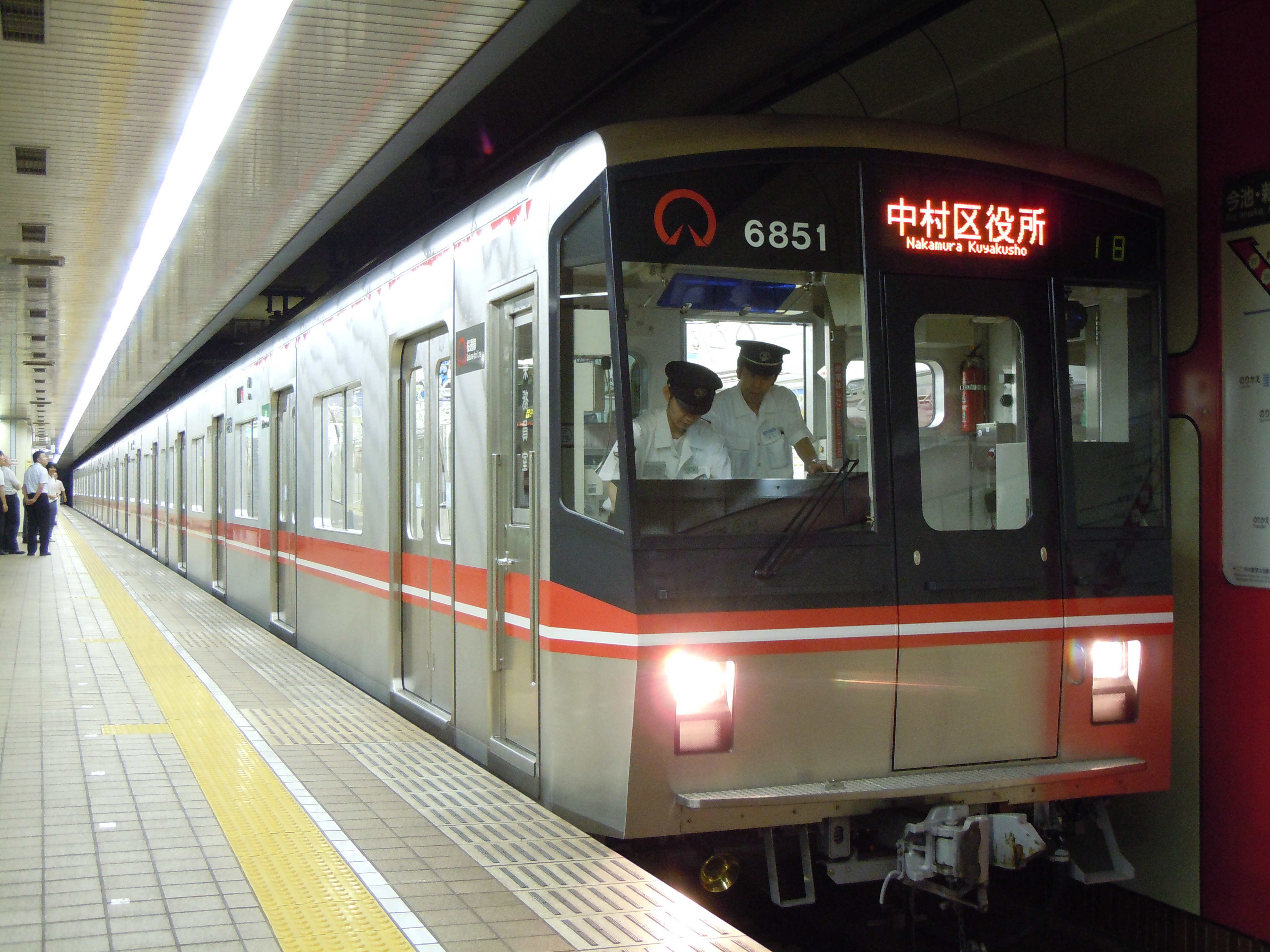
6050形
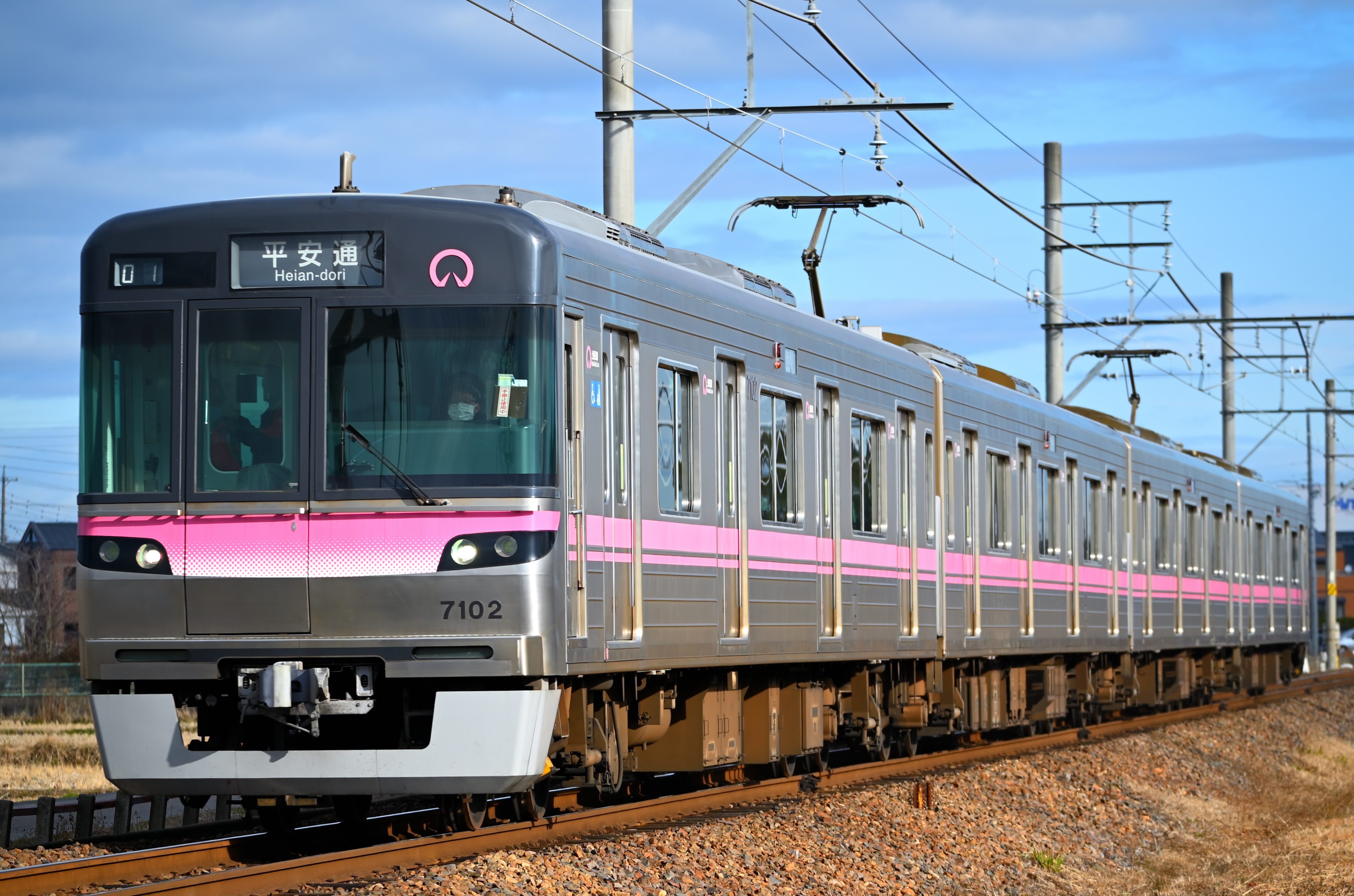
7000形

### 過去の車両
- 東山線
  - 5000形
- 鶴舞線
  - 3000形

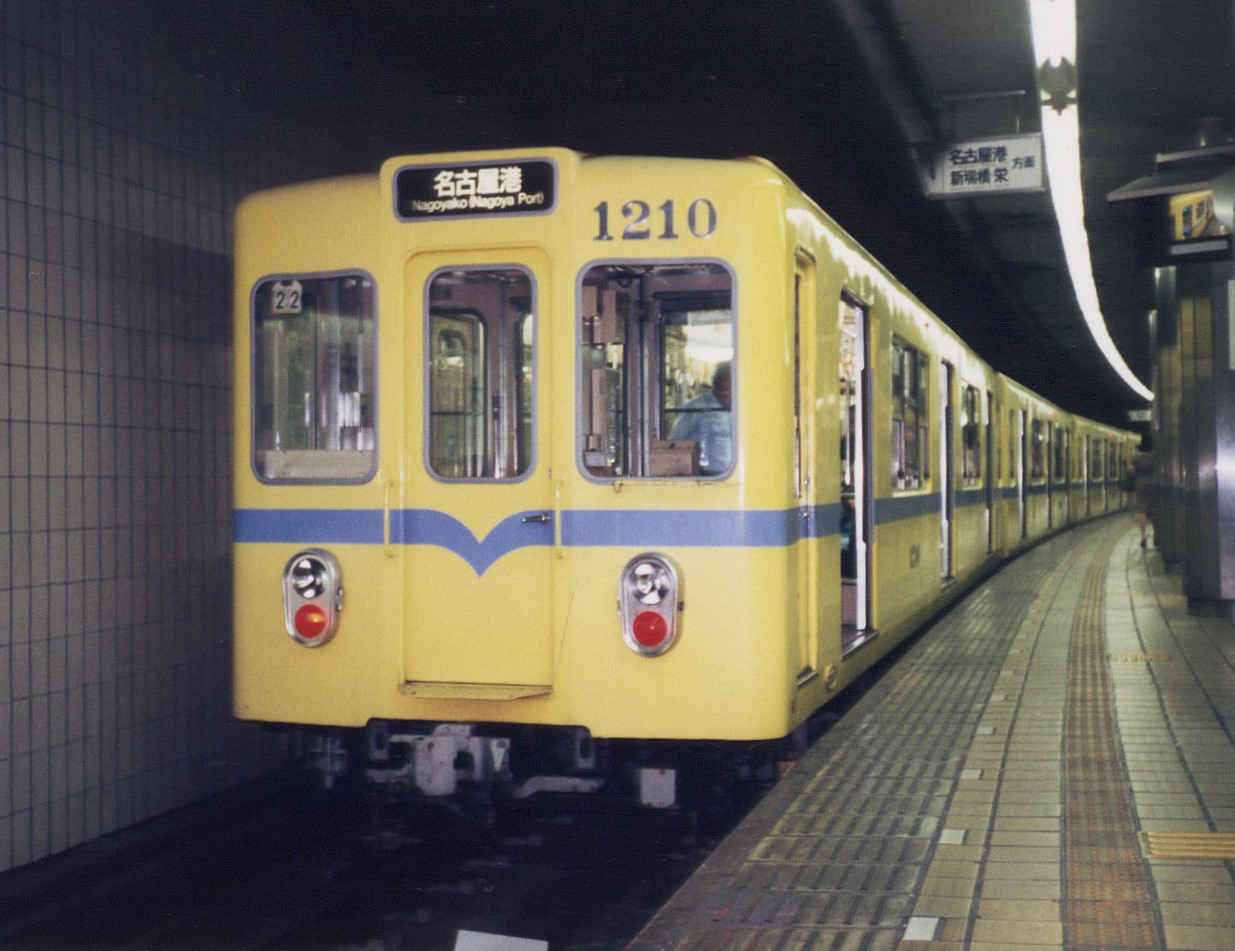
1000形
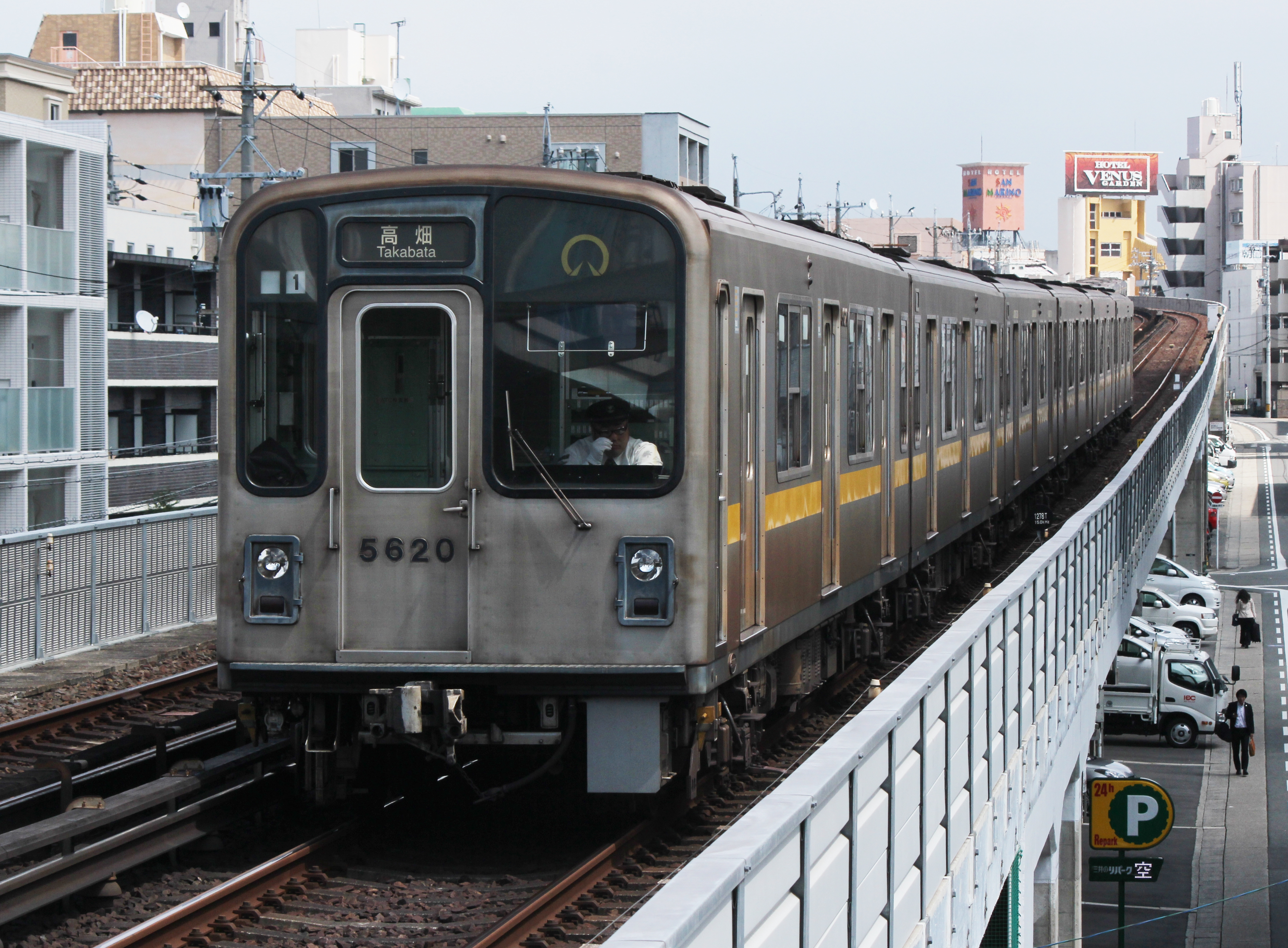
5000形
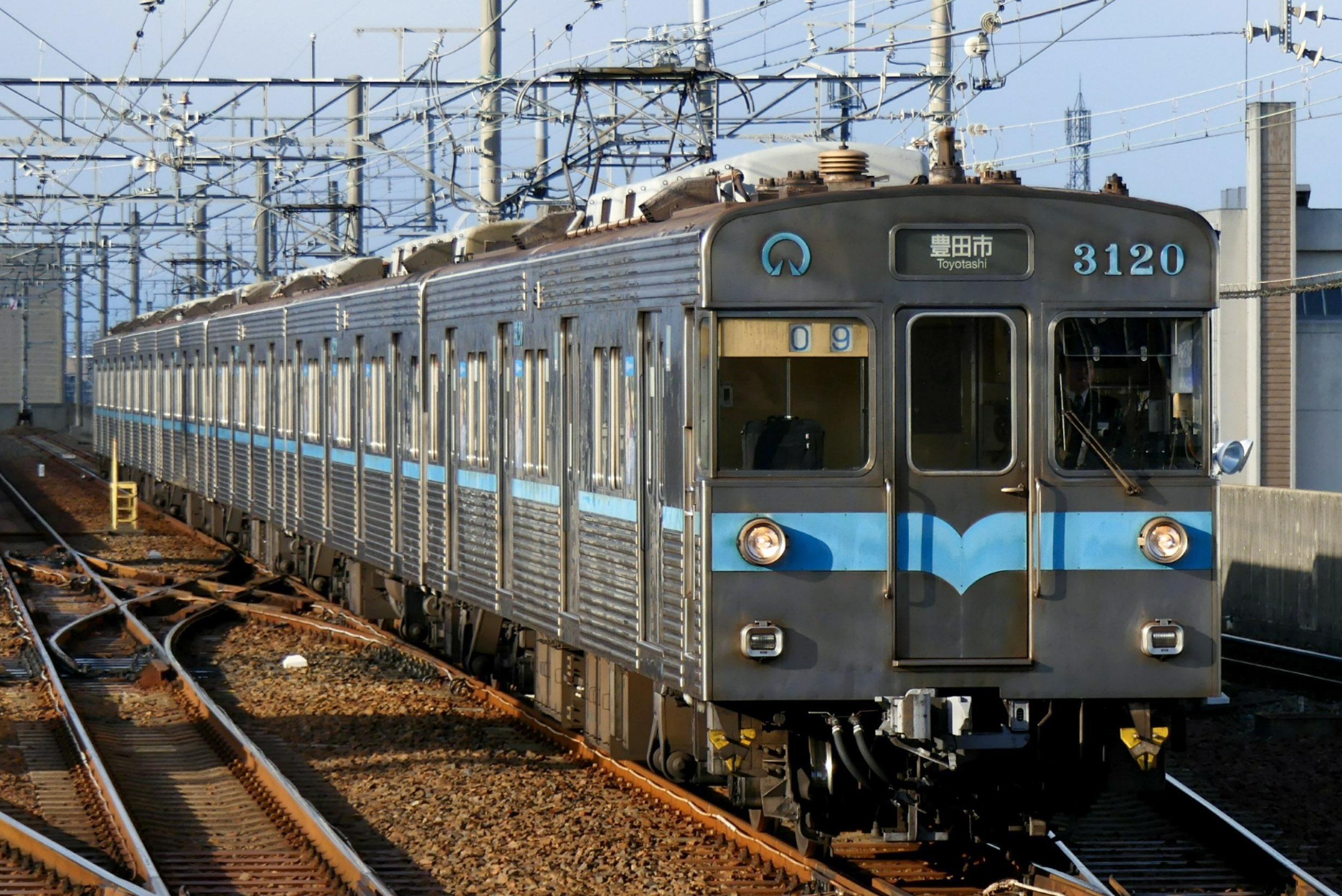
3000形

### 車両基地・工場
- 東山線
  - 藤が丘工場
  - 高畑車庫
  - 池下車庫（閉鎖）
  - 栄町車庫（池下延伸時に本線に転用）
- 名城線・名港線
  - 名港工場
  - 大幸車庫
  - 名城工場（閉鎖）
- 鶴舞線・桜通線・上飯田線
  - 日進工場
  - 徳重車庫（桜通線用）
  - 中村検車場（現在は電留線）

### 特記事項
各編成については、○○○○Hのように表す。

## 駅
名古屋市において、守山区以外の各区内に駅がある。路線ごとに駅務区を設置（名城線は駅務区を南北でそれぞれ1つずつ設置、名港線は名城線南部駅務区管轄下、上飯田線は全駅が名城線南部駅務区管轄または名鉄管轄であるため駅務区が設置されていない）、さらに駅務区の下に管区を1つないし2つ設け、各管区ごとに複数の駅を管理している。駅務区には駅務区長、管区には管区駅長がそれぞれを統括する役職として配置されている。なお、各駅に配置されている駅長は利用者にその駅の責任者であることをわかりやすく伝えるための対外的な呼称であり、役職上は助役である。
車両基地や折り返し設備のある駅の一部は駅務区ではなく、乗務員部署である運転区が管轄し、乗務員が駅業務を兼務している。
全駅でバリアフリーのための整備を行っている。韓国・大邱都市鉄道公社での放火による火災によって反対路線に停車した列車に延焼したことを受けて、対向式ホーム中央の柱間にガラス及び鉄製の防火壁の取り付けが順次行われている。
自動券売機で発売される磁気券は、券紙を回数券発行に使用しないため、裏面が茶色の低保磁券を採用している。

各駅の発車案内にはLEDのものが使われている。上飯田線は開通当初からLEDとなっているが、それ以外の5路線は行灯方式を使っていた。1999年に名城線（現・名港線部分も含む）から置き換えが始まり、その後東山線・桜通線の順に置き換えられ、2012年の鶴舞線を最後に置き換えが完了した。市役所駅の改札口には行灯方式のものが残っている。なお、2019年より順次発車案内の液晶化が行われ、2025年現在では名城線・名港線・上飯田線が液晶型になっている。

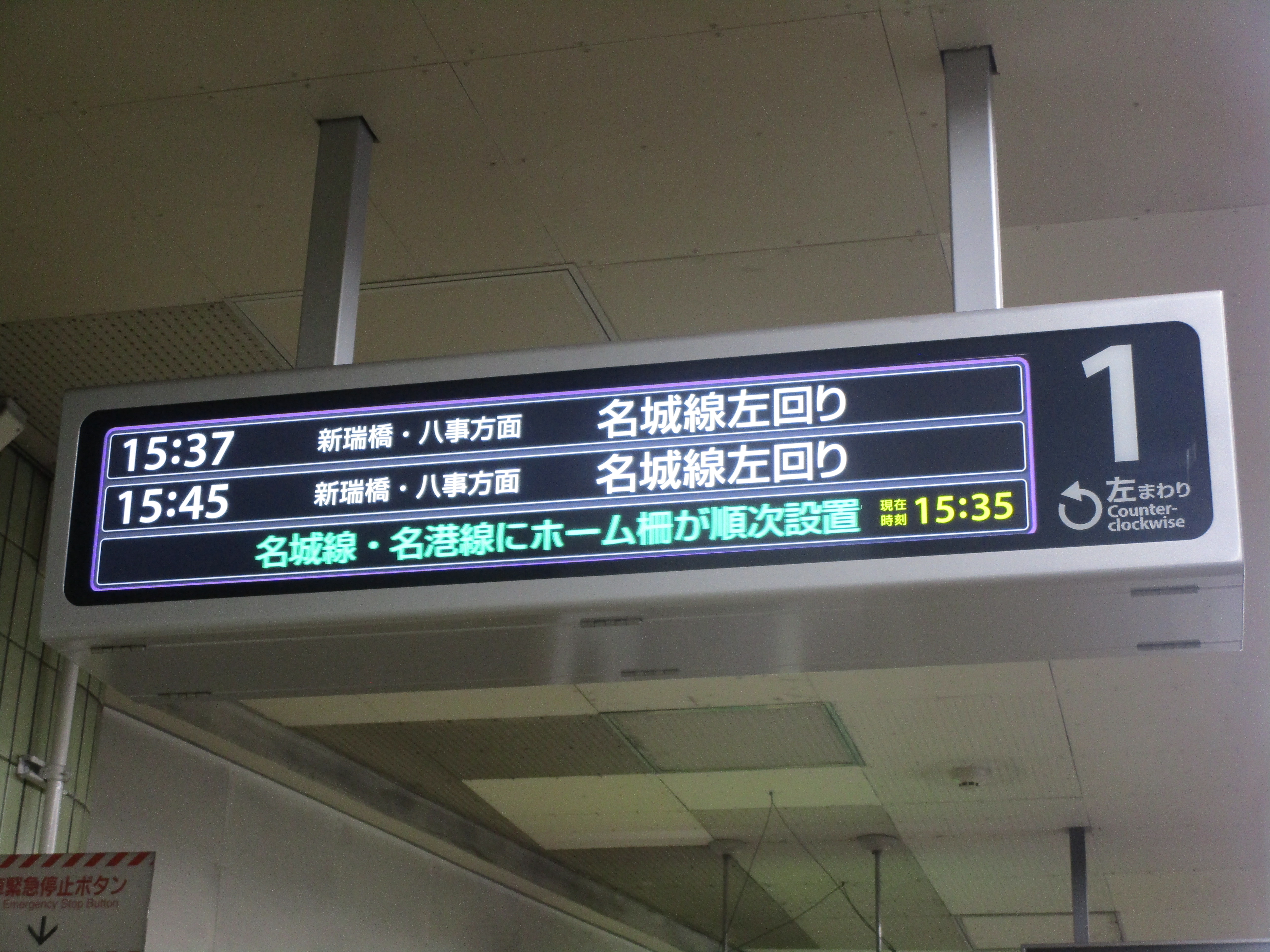
名城線・名港線のホーム、改札口に設置されているLCD発車標

各路線の全駅に駅番号が割り振られている。駅番号は、2004年に名城線が全通したのを機に割り振られた。名城線・名港線以外では、各路線の北ないし西を01番（起点）として付けている。名城線・名港線は分岐点となる金山駅を01番としており、名城線では栄、大曽根方面に向かって右回りの順に付けられている。
駅ホームに設置されている駅名標のデザインは、設置時期により異なっている。相違点は以下のとおり。なお、同じ駅に複数種類の駅名標が使われている場合もある。
- 黒地に白抜き文字のもの。駅ナンバリング併記済み。一部ラインカラーが入っているものもあり。1989年の世界デザイン博開催に合わせて導入された。このタイプは2013年度中に全駅でラインカラーと駅番号が駅名の左側にはいったものに更新。
- 白地に黒文字で壁のラインカラーと一体化したもの。漢字表記と平仮名表記を交互に設置。桜通線・名城線（ナゴヤドーム前矢田駅 - 瑞穂運動場東駅）・上飯田線といった平成以降に開業した比較的新しい路線で見られる。また、ピクトグラムは2005年の愛知万博開催時に合わせてユニバーサルデザインに準拠したものを導入した。
- 2017年のサインシステムの改訂により、同年夏の栄駅を皮切りに新タイプの駅名標と路線図およびサインシステムに更新されている。このため、今後は上記2タイプの駅名標類は順次この新タイプに取り換えられる計画である。
- これらの他、鶴舞線の相対式ホームでは黒地に白抜き文字で赤い矢印で進行方向を表したものも使われており、2008年10月までは白地に黒文字で漢字駅名の下に全部大文字でローマ字を入れたもの（名古屋市営地下鉄の駅名標としては最も古いタイプで、隣の駅は平仮名表記）も使われていた。

乗換駅での乗り換え案内表示にあるラインカラーは車両の路線表示と同じくラインカラーの横線5本からラインカラーの地下鉄のマークに変更されているところもある。
経費削減のため、駅構内照明器具の省エネ化を進めており、2013年度まではラピッドスタート式の蛍光灯からHfインバーター式蛍光灯、2014年度からは久屋大通駅を皮切りにラピッドスタート方式蛍光灯からLED照明への置き換え、駅名標や業務案内板などの内照式看板（広告用を除く）の非内照式への改造を進めている。
当交通局独自の規則として、エスカレーター上での歩行を禁止し、手すりに掴まって2列で立ち止まって乗り、急いでいる人は階段を使うよう呼び掛けている。
地上連絡エレベーターは独立した出入口として機能している場合でも番号は付与しておらず、既存の出入口をエレベーター専用出入口に改修した駅では出入口番号に欠番が発生している場合もある。
交通局の外郭団体、名古屋交通開発機構が売店として「Do!」という独自名称のコンビニ形態の店舗をかつては展開していた（実際の店舗運営はサークルケイ・システムサービスに委託）。しかし、順次「サークルKミニ」を経て「ファミリーマート」に改称しており、「Do!」を名乗る売店は無くなっている。なお、既存チェーン店が出店する場合も店舗名の一部にDo!を冠する場合があったため、この形で名残を残している店舗が一部存在する。また、セブン-イレブン（丸の内駅、徳重駅など）、ローソン（高畑駅、丸の内駅桜通線ホームなど）などのコンビニも出店している（このほか、ファミリーマートはサークルKサンクスとの統合前から伏見、今池に出店していた）。どの売店でもmanacaは使用可能（ただし、セブン-イレブンはPOSと連動していないほか、一般のファミリーマートでは対象の名鉄のミュースターポイントは付かないなど運用が異なる）。交通系以外の電子マネーやクレジットカード、バーコード決済はチェーン全体に準ずる。店舗は改札外に設置されることが多いが、乗り換え駅では改札内コンコースやホームに設置されている場合もある。
2011年3月27日の桜通線延伸開業時より、利用者の少ない桜通線の3駅（鳴子北駅、相生山駅、神沢駅）と名港線の4駅（日比野駅、六番町駅、港区役所駅、築地口駅）の駅業務を日本通運名古屋支店に委託している。委託により年間8400万円の経費が削減されている。当初の委託期間は2016年3月末までであったが、2015年に委託契約を更新し、2026年3月末までとなっている。
2015年の更新契約の結果、東山線の5駅（八田駅、中村公園駅、中村日赤駅、本陣駅、亀島駅）の駅業務に関しても2016年4月1日より縁エキスパートに委託している。委託期間は2023年3月末まで。
2018年4月より、一部の駅では改札口への係員配置を廃止し、インターホンにより駅長室から駆けつける形に変更している。
名古屋市営地下鉄と他社線を直接繋ぐ連絡改札口はどの乗換駅にも存在しない。
名古屋市営地下鉄の駅構内の通路区分（右側通行、左側通行）は統一されておらず、その判断は各駅に委ねられており、周辺施設の位置や利用者の要望により決めることもある。
経費削減のため、2023年からホーム上での時刻表掲出を順次取りやめている。従来時刻表が掲出されていた箇所には時刻表や運行情報のページへアクセスできる二次元コードが貼り出されている。なお、改札口付近のものについては「鉄道運輸規定」第8条に基づき掲出を続けるとしている。

## 経営状況
2016年度は、一日平均の利用者数が約129万人（2010年度は116万人）収入は945億円、支出は784億円、収支は161億円の黒字でその結果、累積欠損金は2,482億円、実質資金不足額は2,298億円となった（2016年度決算）。
経常収支は、1994年（平成6年）度に最大445億円の赤字を記録し、累積欠損金は、2004年（平成16年）度には4500億円に迫るところにまで至っていた。その後、中期経営健全化計画（計画期間：2002年度から2005年度）、経営改革計画（計画期間：2006年度から2010年度）、市営交通事業経営健全化計画（計画期間：2009年度から2016年度）と順次計画を策定し、2010年5月には名古屋市交通事業経営健全化委員会を設置して、市バス事業とともに経営の改善に努め、上記のような決算状況に至っている。名古屋市交通局では、累積欠損金について、2039年度において解消されるとの評価をしている。

## 利用状況

### 一日平均輸送人員
近年の路線別一日平均輸送人員は以下のとおりである。
| 年度               | 東山線  | 名城線・名港線 | 鶴舞線  | 桜通線  | 上飯田線 | 備考                                   |
| ------------------ | ------- | -------------- | ------- | ------- | -------- | -------------------------------------- |
| 2005年（平成17年） | 544,400 | 527,170        | 277,674 | 227,129 | 28,181   |                                        |
| 2006年（平成18年） | 544,858 | 542,992        | 286,622 | 230,164 | 27,397   |                                        |
| 2007年（平成19年） | 547,786 | 545,386        | 287,474 | 230,022 | 27,589   |                                        |
| 2008年（平成20年） | 548,860 | 539,950        | 289,328 | 233,350 | 29,000   |                                        |
| 2009年（平成21年） | 539,668 | 539,975        | 284,695 | 228,301 | 27,000   |                                        |
| 2010年（平成22年） | 539,002 | 540,723        | 285,079 | 237,347 | 28,000   | 2011年3月27日、桜通線野並 - 徳重間開業 |
| 2011年（平成23年） | 543,227 | 554,260        | 258,416 | 241,890 | 26,000   |                                        |
| 2012年（平成24年） | 556,000 | 567,000        | 265,000 | 249,000 | 27,000   |                                        |
| 2013年（平成25年） | 573,000 | 585,000        | 275,000 | 258,000 | 29,000   |                                        |
| 2014年（平成26年） | 575,000 | 590,000        | 276,000 | 262,000 | 29,000   |                                        |
| 2015年（平成27年） | 590,000 | 605,000        | 286,000 | 270,000 | 31,000   |                                        |
| 2016年（平成28年） | 597,000 | 614,000        | 291,000 | 276,000 | 32,000   |                                        |
| 2017年（平成29年） | 603,000 | 620,000        | 294,000 | 285,000 | 33,000   |                                        |
| 2018年（平成30年） | 603,000 | 634,000        | 298,000 | 290,000 | 34,000   |                                        |
| 2019年（令和元年） | 604,000 | 631,000        | 298,000 | 289,000 | 34,000   |                                        |
| 2020年（令和02年） | 420,000 | 439,000        | 219,000 | 211,000 | 26,000   |                                        |
| 2021年（令和03年） | 466,000 | 482,000        | 241,000 | 228,000 | 28,000   |                                        |
| 2022年（令和04年） | 518,000 | 535,000        | 260,000 | 250,000 | 30,000   |                                        |

### 駅別乗車人員
2019年度（令和元年度）1日当たり。名古屋市交通局のオープンデータによる。
| 駅名       | 乗車人員 | 駅名                              | 乗車人員 | 駅名           | 乗車人員 | 駅名                          | 乗車人員  |
| ---------- | -------- | --------------------------------- | -------- | -------------- | -------- | ----------------------------- | --------- |
| 高畑駅     | 11,129   | 大曽根駅                          | 19,786   | 上小田井経由   | 11,991   | 中村区役所駅 （現・太閤通駅） | 6,570     |
| 八田駅     | 7,239    | 平安通駅                          | 6,272    | 上小田井       | 9,091    | 国際センター駅                | 5,982     |
| 岩塚駅     | 8,861    | 志賀本通駅                        | 7,291    | 庄内緑地公園駅 | 4,389    | 高岳駅                        | 9,387     |
| 中村公園駅 | 13,000   | 黒川駅                            | 14,574   | 庄内通駅       | 7,440    | 車道駅                        | 7,280     |
| 中村日赤駅 | 4,994    | 名城公園駅                        | 5,394    | 浄心駅         | 7,282    | 吹上駅                        | 7,630     |
| 本陣駅     | 8,486    | 市役所駅 （現・名古屋城駅）       | 21,659   | 浅間町駅       | 5,222    | 桜山駅                        | 12,690    |
| 亀島駅     | 4,868    | 久屋大通駅                        | 26,319   | 丸の内駅       | 19,723   | 瑞穂区役所駅                  | 7,607     |
| 名古屋駅   | 198,633  | 矢場町駅                          | 31,590   | 大須観音駅     | 9,753    | 瑞穂運動場西駅                | 3,701     |
| 伏見駅     | 49,937   | 上前津駅                          | 24,530   | 鶴舞駅         | 14,826   | 桜本町駅                      | 4,056     |
| 栄駅       | 109,901  | 東別院駅                          | 7,738    | 荒畑駅         | 4,498    | 鶴里駅                        | 3,167     |
| 新栄町駅   | 15,074   | 金山駅                            | 82,211   | 御器所駅       | 11,680   | 野並駅                        | 6,764     |
| 千種駅     | 25,810   | 西高蔵駅                          | 3,297    | 川名駅         | 6,100    | 鳴子北駅                      | 5,131     |
| 今池駅     | 23,962   | 神宮西駅 （現・熱田神宮西駅）     | 4,489    | いりなか駅     | 7,102    | 相生山駅                      | 4,433     |
| 池下駅     | 13,734   | 伝馬町駅 （現・熱田神宮伝馬町駅） | 7,747    | 塩釜口駅       | 12,158   | 神沢駅                        | 3,257     |
| 覚王山駅   | 9,649    | 堀田駅                            | 7,669    | 植田駅         | 8,780    | 徳重駅                        | 10,427    |
| 本山駅     | 15,726   | 妙音通駅                          | 2,080    | 原駅           | 10,239   |                               |           |
| 東山公園駅 | 7,987    | 新瑞橋駅                          | 13,439   | 平針駅         | 8,478    | 上飯田経由                    | 14,966    |
| 星ヶ丘駅   | 26,271   | 瑞穂運動場東駅                    | 4,876    | 赤池駅         | 10,743   | 上飯田駅                      | 2,566     |
| 一社駅     | 14,275   | 総合リハビリセンター駅            | 3,359    | 赤池経由       | 19,976   |                               |           |
| 上社駅     | 11,361   | 八事駅                            | 17,798   |                |          |                               |           |
| 本郷駅     | 11,185   | 八事日赤駅                        | 6,921    |                |          |                               |           |
| 藤が丘駅   | 30,666   | 名古屋大学駅                      | 10,455   |                |          |                               |           |
|            |          | 自由ヶ丘駅                        | 6,735    |                |          |                               |           |
|            |          | 茶屋ヶ坂駅                        | 7,663    |                |          |                               |           |
|            |          | 砂田橋駅                          | 7,636    |                |          |                               |           |
|            |          | ナゴヤドーム前矢田駅              | 12,668   |                |          |                               |           |
|            |          | 日比野駅                          | 9,345    |                |          |                               |           |
|            |          | 六番町駅                          | 7,465    |                |          |                               |           |
|            |          | 東海通駅                          | 7,461    |                |          |                               |           |
|            |          | 港区役所駅                        | 5,114    |                |          |                               |           |
|            |          | 築地口駅                          | 4,676    |                |          |                               |           |
|            |          | 名古屋港駅                        | 5,521    |                |          | 合計                          | 1,331,611 |

## サインシステム

### 地下鉄シンボルマーク

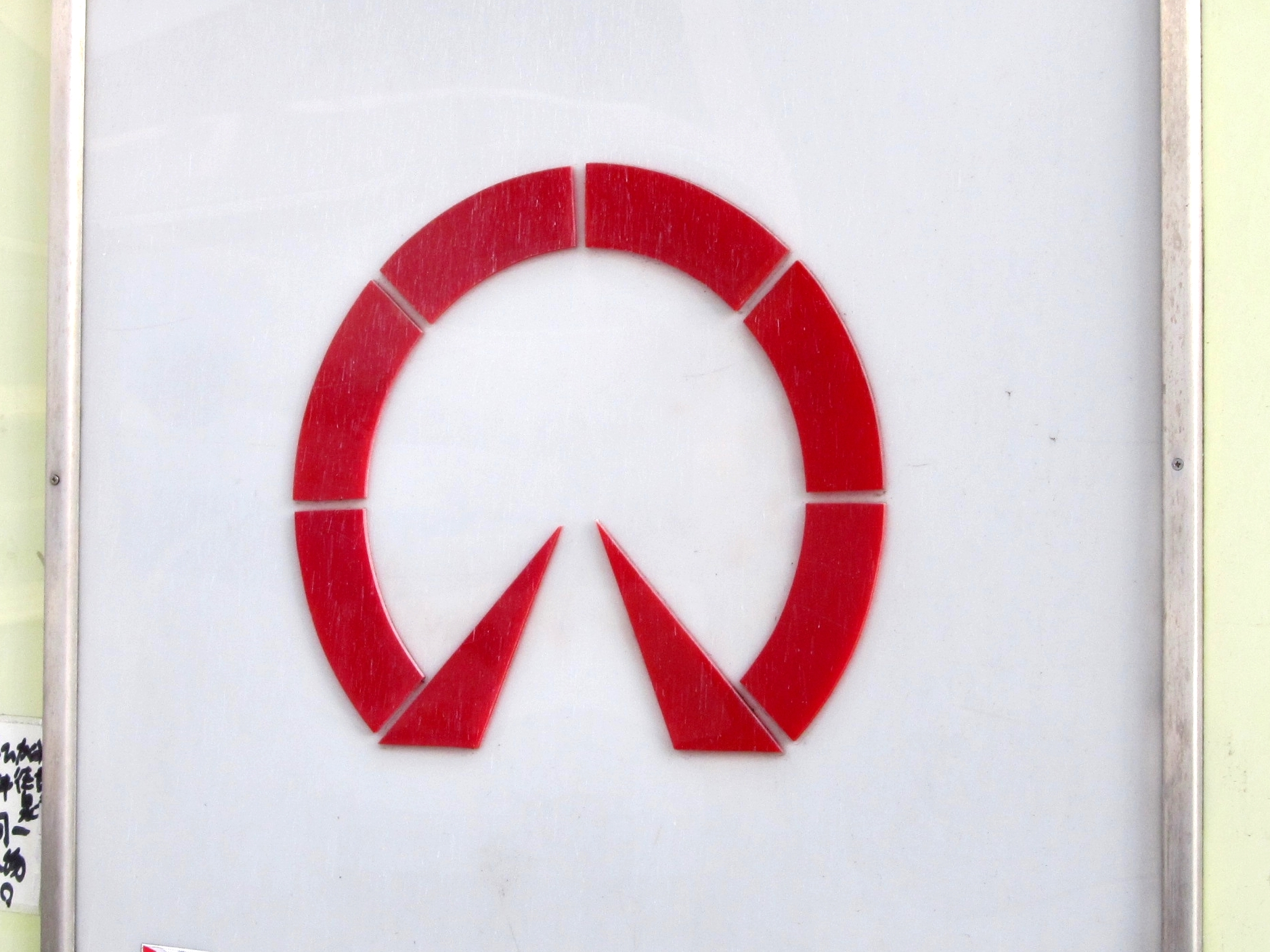
破線付きシンボルマーク

地下鉄車両などに掲出されているシンボルマークは、画家の杉本健吉がデザインしたもので、名古屋市の市章である「○」の中に「八」を基に、トンネルの中を通る線路に見えるようアレンジした図案である。なお、開業当初は「○」部分が破線になっていた。
上小田井駅と上飯田駅を除く駅の出入口にある駅名サインは現在以下の3種類が存在する。写真は各駅の記事を参照。
a.昔から使われている白地に青文字のもの。縦書きが多いが、横書きのものもある（鶴舞駅・千種駅など）。最初から駅名には英語表記（全部大文字）もされている。出入口番号は併記されておらず、別にプレートを掲示して表示する。現在はかなり少なくなったが、一部の駅ではまだ使われている。
b.黒地に白抜き文字。桜通線開業時より広まった。ほとんどが横書きだが、縦書きのものもわずかに存在する（本陣駅など）。この型のものより駅を表す「Sta.」の英語と出入口番号が追加された。赤池駅ではこのタイプが使われており、名鉄の文字も加わっている。
c.青地に白抜き文字。名城線が名古屋大学まで開通した頃より各線に拡大。この種類のみ地下鉄のマークは小さいものになっており、一般的な電車のピクトグラムが追加されている。

### 路線カラーと路線シンボル
名古屋市営地下鉄では、各路線を識別するカラーを設定している。2016年より鶴舞線を除き、従来よりも赤みを帯びた色に路線カラーが変更された。各路線のカラーは以下の通り。なお、DIC色番号は「名古屋市交通局 旅客サインマニュアル」に定められているもので、そのDIC色番号をDICの「COLORGUIDE」アプリまたはウェブサイトで検索した際に表示されるsRGB値（HTML値）を参考として掲載する（なお、このHTML値は公式サイトでは用いられない）。
| 路線名   | 1988年度制定 | 1988年度制定 | 1988年度制定 | 2002年度改訂 | 2002年度改訂 | 2002年度改訂 | 2016年度改訂 | 2016年度改訂 | 2016年度改訂 |
| 路線名   | 色           | DIC          | sRGB         | 色           | DIC          | sRGB         | 色           | DIC          | sRGB         |
| -------- | ------------ | ------------ | ------------ | ------------ | ------------ | ------------ | ------------ | ------------ | ------------ |
| 東山線   |              | 165          | #FFB700      |              | 165          | #FFB700      |              | 2534         | #FAB123      |
| 名城線   |              | 104          | #878DDC      |              | 105          | #8F76D6      |              | 106          | #B074D6      |
| 名港線   | -            | -            | -            |              | 105          | #8F76D6      |              | 106          | #B074D6      |
| 鶴舞線   |              | 138          | #009BBF      |              | 138          | #009BBF      |              | 138          | #009BBF      |
| 桜通線   |              | 199          | #BD342C      |              | 199          | #BD342C      |              | 2492         | #C92F44      |
| 上飯田線 | -            | -            | -            |              | N702         | #E77B9F      |              | F180         | #EC78B4      |

路線シンボルは、路線カラーとした地下鉄シンボルマークを使用した1世代前ものと、路線カラーの横5本線を使用した2世代前のものが併用されていたが、新たに「○」の下部を切り欠き、その内部に路線記号を配したものに変更された。

### 案内サインのデザイン
2017年より栄駅を皮切りに新型の案内サイン掲示に更新されている。
主な相違点としては、
- 前述の新路線カラー及び路線シンボルへの変更
- 英語フォントを変更 （HelveticaからMyriad Semiboldへ）
- 駅名標を白地に黒文字へ （従来は黒地に白文字）
- 非内照式案内を案内内容によって色分け （ホーム案内等は白地に黒、出口案内等は黄地に黒文字）
- ホーム案内において駅ナンバリング記号を併記、併せて名城線では右・左回りを記号併記で案内
- 路線図デザインの変更 （特に名城・名港線では、観光客等の逆回り列車への誤乗防止のため大幅に変更されている）
- 英語表記の修正 （「改札口」は"Wicket"から"Gate"へ）

などがある。

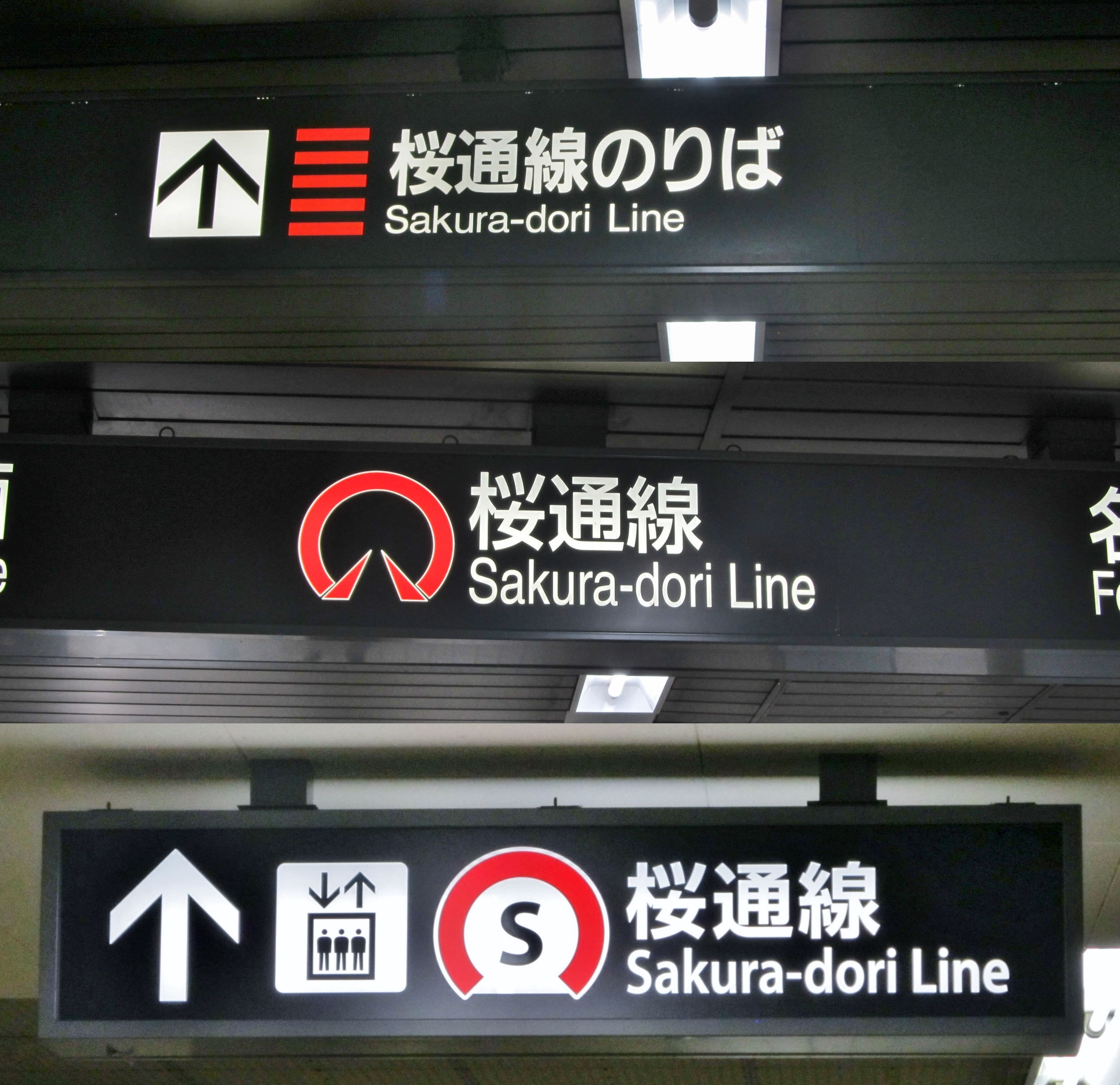
3世代のサインシステムが混在する 2019年現在の案内表示（丸の内駅）
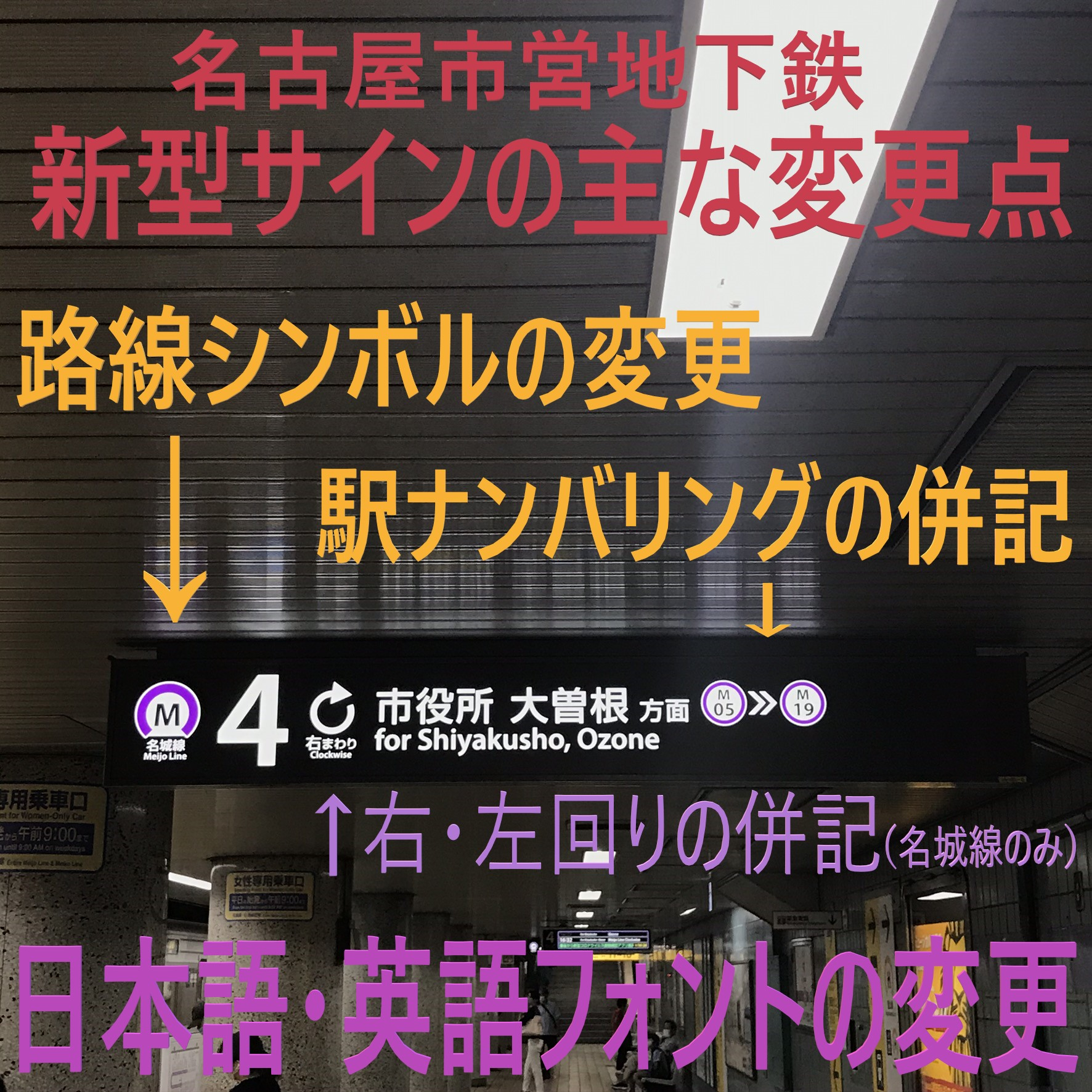
栄駅 (愛知県) 名城線ホームでの設置例。主な変更点を併記。

## 広告
2000年頃から、新たな広告媒体の事業化を目指す目的で「新交通広告表示システム」の計画が開始された。翌2001年に桜通線名古屋駅で実証実験を行った後、2004年12月より東山線の栄駅と伏見駅のホームにて液晶モニタを使ったサービスを開始している。内容は、テレビコマーシャル、オリジナルのアニメーション広告、ニュースなどで、公営の地下鉄駅としては珍しく音声も流している。さらに2006年12月からは名城線久屋大通駅ホームにプロジェクターを使ったシステムが導入されたのを皮切りに、翌2007年4月には同線の栄・本山・金山・上前津の各駅にも設置された。また、同年6月からは東山線名古屋駅、翌年3月から同線伏見駅ホーム軌道内にて液晶モニターを使ったサービスも開始している。
2006年5月頃に名古屋市交通局が地下鉄車両内に掲示したマナー啓発広告に使用した画像に関し、PHS事業者のウィルコムより抗議を受けて謝罪をした。

## 携帯電話・モバイル
2018年現在、全線全駅、および全区間で、4Gおよび3Gの携帯電話ネットワークによるデータ通信および音声通話、WiMAX 2によるデータ通信が可能。ただし走行中の車内での通話自粛要請と、混雑時の優先席付近での電源OFF要請が行われている。
駅コンコース（改札口付近）およびプラットホームでは通信事業者各社およびNAGOYA Free Wi-Fiによる公衆無線LANが利用可能。桜通線車内ではauおよびWi2による車内Wi-Fiが利用可能である。（ソフトバンクのみ、2016年12月より公衆無線LANの提供駅を主要10駅のみに縮小した）
このように現代では都市部で携帯電話が使えることは当たり前であるが、かつては医用電子機器（心臓ペースメーカー等）への無線電波の影響を懸念する根強い意見があり、地下鉄駅構内および路線トンネル内への携帯電話基地局の設置は意図的に見送られていた。
名古屋市営地下鉄では2004年9月頃から、2GHz帯を使用する方式を除いて携帯電話各社についてプラットホームでは圏外になるような対策が行われた（改札口付近では利用可。また、PHSについては設置事業者においても元より改札口付近のみ圏内）。名古屋市交通局は、総務省の「電波の医用機器等への影響に関する調査結果」（2002年7月2日）に基づく処置であるとしていた。
地下鉄利用中は電話の着信もできないことから、名古屋市営地下鉄のこの対応以降、トヨタ自動車や日立製作所、NTTデータ東海などは一部従業員に対し、業務時間中の移動に地下鉄を利用せず、タクシーやJR・名鉄など地上を走行する交通機関を利用するよう求めていた。
携帯電話技術の進展により、心臓ペースメーカー等への影響が過去のものとなったことや、2011年3月11日の東日本大震災を契機として、地下空間での通信手段の確保の必要性が認知されるようになり、通信不能とするのではなく、優先席付近での利用や車内での通話の自粛要請という形でエリア整備が進められることとなった。
2012年3月27日より、NTTドコモ・au・ソフトバンク・イーモバイル（現在のワイモバイル）の4社は、名古屋駅 - 今池駅間の東山線車内で携帯電話のサービスを開始し、2012年10月31日より東山線全線、名城線は市役所駅（現在の名古屋城駅） - 金山駅 - 新瑞橋駅間、桜通線は中村区役所駅（現在の太閤通駅） - 御器所駅間までサービスを広げ、これを皮切りに、順次各路線に拡大した。